# John Locke
Pour les articles homonymes, voir John Locke (homonymie).
John Locke (prononcé en anglais : /d͡ʒɒn lɒk/), né le 29 août 1632 à Wrington (Somerset) et mort le 28 octobre 1704 à High Laver (Essex), est un philosophe anglais. Il vit à une époque charnière qui voit la fin des guerres de religion, les débuts du rationalisme et une forte opposition à l'absolutisme en Angleterre. Proche de Anthony Ashley-Cooper (1er comte de Shaftesbury), Locke est partie prenante à ces débats et aux théories alors naissantes du contrat social, de la loi et du droit naturel, ainsi que de l'état de nature. Il s'intéresse aussi au droit de propriété et aux prémisses de ce qui sera appelé à compter du XIXe siècle le libéralisme.
Ses écrits sur la tolérance (Essai sur la tolérance (1667), Lettre sur la tolérance (1689) ne peuvent être disjoints d'une période où s'opère un profond réajustement des champs politiques et religieux. Dans l'optique qui s'ouvre en partie grâce à lui, le politique s'occupe du monde présent et la religion s'occupe du monde de l'au-delà, les deux ne devant pas interférer. Sa théorie politique s'oppose à l'absolutisme qui se met alors en place en France et qui échoue à s'imposer en Angleterre, en partie à cause de lui. Il est aussi un des fondateurs de la notion de rule of law.
Son Essai sur l'entendement humain est un ouvrage majeur dans lequel il construit une théorie des idées et une philosophie de l'esprit. Tout en s'opposant au matérialisme de Hobbes, il considère que l'expérience est à l'origine de la connaissance et rejette la notion d'idées innées soutenue par Descartes. Sa théorie de la connaissance est qualifiée d'empiriste, et annonce le sensualisme.

## Biographie

### Origines familiales et formation
John Locke naît dans le village de Wrington, situé près de Bristol, le dimanche 29 août 1632. Il est le fils de John Locke, avoué, qui possède des maisons et des terres à Pensford,.
Pendant la guerre civile (1641-1649), John Locke (père) sert avec le grade de capitaine dans la cavalerie de l'armée du Parlement. Son régiment est commandé par un homme influent du Somerset, Alexander Popham. Bien que cette armée soit battue[réf. nécessaire] en juillet 1643, Locke père reste proche de son colonel, qui devient député de Bath (Somerset) en 1645.
Grâce à Popham, le jeune John devient en 1647 élève de la Westminster School de Londres, où il apprend le latin, le grec ancien et l’hébreu. Cette école (une grammar school) ayant des liens traditionnels avec le collège Christ Church de l'université d'Oxford, John Locke y entre en 1652. À cette époque l'enseignement à Oxford est encore imprégné de scolastique, ce qui déplait à Locke (comme cinquante ans plus tôt à Hobbes).
Durant ses études, il se contente du nécessaire pour obtenir ses diplômes[Lesquels ?] (1656 et 1658), et consacre une grande partie de son temps à lire des pièces de théâtre, des romans et des correspondances épistolaires[réf. nécessaire] souvent traduites du français[pas clair]. Il s'intéresse alors à la médecine ce qui le conduit à la philosophie naturelle notamment vers celui qui est considéré comme le père de la philosophie naturelle moderne[réf. nécessaire], Robert Boyle, qu'il rencontre en 1660. À Oxford, il rencontre également William Petty. C'est à cette époque qu'il commence à lire Descartes, ainsi que Gassendi, mais de façon moins approfondie.

### Professeur à l'université d'Oxford (1660-1667)
En 1660, il commence à donner des cours de grec au collège Christ Church. Après la période instable qui a suivi la mort de Cromwell (1658), il accueille d'abord favorablement la restauration de la dynastie des Stuart avec Charles II (mai 1660). Il publie alors deux essais où, contre un de ses collègues, Edward Bagshaw, il défend l'idée que l'État peut décider de la forme de religion de ses sujets ; selon Simone Goyard-Fabre, ces écrits sont influencés par la pensée de Thomas Hobbes. En 1662, il devient professeur de rhétorique, puis en 1664, censeur en philosophie morale.
En 1665, il accompagne comme secrétaire Walter Vane (1619-1676) chargé d'une mission diplomatique auprès de l'électeur de Brandebourg Frédéric-Guillaume Ier. Rentré en Angleterre, il rencontre durant l'été 1666 Anthony Ashley-Cooper, pas encore comte de Shaftesbury, mais déjà chancelier de l'Échiquier (ministre des Finances) de Charles II, venu à Oxford pour faire soigner une infection du foie. Les deux hommes sympathisent, tant et si bien qu'au printemps 1667, Locke quitte Oxford et suit son nouveau mentor à Londres, d'abord en tant que médecin personnel.

### Au service de Shaftesbury
À Londres, il vit dans l'hôtel d'Anthony Ashley-Cooper, Exeter House, et poursuit ses études de médecine, faisant la connaissance de Thomas Sydenham (1624-1689) avec qui il collabore étroitement. C'est durant cette période qu'il écrit ou que Sydenham écrit (la paternité n'est pas clairement établie) De Arte Medica, un texte découvert au XIXe siècle, qui exprime un profond scepticisme sur les hypothèses en matière médicale (science déductive) et préconise une approche purement empirique (inductive) de la médecine. En 1668, la maladie de foie de Lord Ashley s'aggrave considérablement. Locke joue un rôle important en le persuadant de subir une opération destinée à drainer l'abcès, qui réussit pleinement. Lord Ashley le considère ensuite comme son sauveur.
En 1668, il est élu membre de la Royal Society, dans les travaux de laquelle il semble s'être peu investi. Il écrit alors un court Essai sur la tolérance dans lequel il prend des positions opposées à celles de ses écrits de 1660-1662. Il commence également un traité économique jamais publié de son temps : Some of the Consequences that are like to follow upon Lessing of Interest to 4 Per Cent. Vers 1670, il commence à rédiger l'Essai concernant l'entendement humain et écrit, vers 1671, ce qui est connu comme les versions (drafts) A et B.
De 1669 à 1675, il occupe des fonctions de secrétariat auprès du groupe des huit propriétaires (dont Lord Shaftesbury) de la nouvelle colonie de Caroline. Ce territoire, dotée d'une charte en 1663 (Charter of Carolina), devient une colonie de propriétaires en 1665 (Concessions and Agreements of the Lords Proprietors of the Province of Carolina). En 1669, les propriétaires adoptent les Fundamental Constitutions of Carolina[réf. incomplète], qui sont amendées en 1682 et en 1698. Si Locke n'écrit pas le texte d'origine de la constitution de ce territoire, il participe certainement ensuite à sa correction et à son amélioration.
En novembre 1672, Shaftesbury devenant Lord Chancelier (ministre de la Justice), Locke est nommé secretary for présentations[réf. nécessaire] chargé des questions religieuses. En octobre 1673, il devient secrétaire du Board of Trade and Plantations, un poste qu'il occupe jusqu'en 1675 bien que Shaftesbury soit démis de ses fonctions en novembre 1673. A ce titre, il s'intéresse à la colonisation anglaise en Amérique, d'autant plus qu'il est actionnaire de la Royal African Company, créée en 1672, dont une activité essentielle est la traite des Noirs.

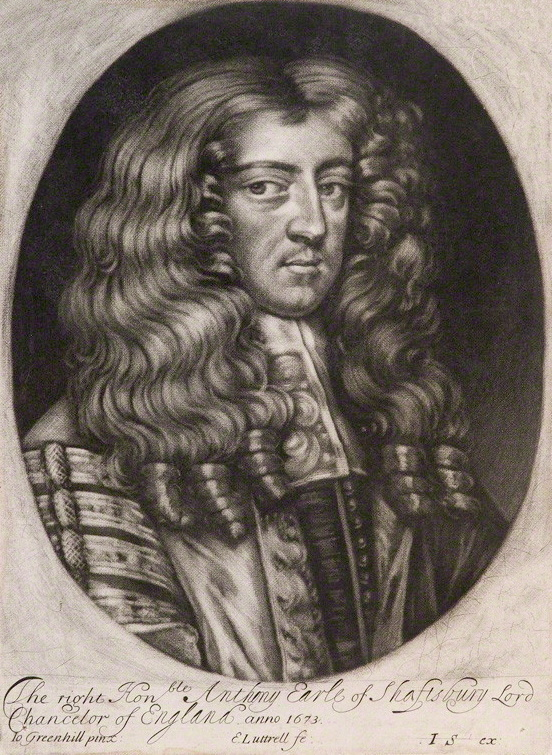
Shaftesbury en robe de Lord Chancelier, vers 1672–1673.

### Séjour en France (1675-1679)
En novembre 1675, il quitte l'Angleterre pour un séjour de trois ans et demi en France.
De janvier 1676 à février 1677, il réside à Montpellier, ville dont la faculté de Médecine est réputée, et où il fait la connaissance de deux éminents médecins protestants, Charles Barbeyrac (1629-1699) et Pierre Magnol (1638-1715), ainsi que du cartésien Sylvain Leroy. Séjournant durant l'été 1676 dans un village proche de Montpellier, Celleneuve, il reprend ses recherches dans le domaine philosophique.
Quittant Montpellier en février 1677, il visite Toulouse et Bordeaux avant d'arriver à Paris en juin 1677. Là, il continue à travailler la philosophie et lit des versions françaises de l’œuvre de Descartes. Il se lie avec deux disciples de Gassendi : François Bernier (philosophe) et Gilles de Launay. Il travaille aussi à son Essai sur l'entendement humain et écrit un Essay de Intellectu[réf. nécessaire].
Après un autre séjour à Montpellier, suivi d'un retour à Paris, il rentre en Angleterre en mai 1679.

### Vicissitudes de la fin du règne de Charles II
Locke retrouve une Angleterre plongée dans une grave crise politique concernant la succession du roi. En effet Shaftesbury et ses partisans ne veulent pas que Jacques II (roi d'Angleterre) accède au trône. C'est dans ce cadre que s'est jouée l'affaire du complot papiste. La crainte d'un nouveau monarque absolutiste a surtout conduit Shaftesbury à faire voter en 1679 l'Habeas Corpus (qui veut qu'il soit impossible d'être emprisonné sans jugement) et à tenter de faire passer l'Exclusion Bill. Toutefois, cette dernière tentative échoue car Charles II (roi d'Angleterre) dissout le Parlement, ce qui entraîne une scission du parti Whig entre les modérés et les radicaux rassemblés autour de Shaftesbury. Charles II poursuit alors Shaftesbury pour trahison. Ce dernier est d'abord acquitté par un Grand jury (droit). Toutefois, le roi fait nommer deux shérifs Tories. En juin 1682, se sentant menacé, Shaftesbury préfère gagner la Hollande, où il meurt en janvier 1683. En 1683, un groupe de Whig tente d'assassiner Charles II et son successeur potentiel Jacques, c'est le Complot de Rye-House. On ignore jusqu'à quel point Locke a été impliqué dans ces événements, mais on suppose en général qu'il en savait assez pour être inquiété. Aussi, préfère-t-il gagner l'ouest de l'Angleterre et s'arrange pour faire passer de l'argent en Hollande avant de gagner lui-même ce pays. Il est maintenant généralement admis que c'est durant la crise des années 1679-1683 que Locke a commencé son Premier traité, après avoir acheté une copie du livre de Robert Filmer, Patriarcha. C'est alors qu'il a écrit l'essentiel des Deux Traités du gouvernement civil.

### Exil de Locke aux Provinces-Unies (1684-1689)
Aux Provinces-Unies, pays dont la personnalité la plus importante est le stathouder Guillaume III d'Orange-Nassau, gendre de Jacques Stuart, qui devient le roi d'Angleterre Jacques II en février 1685, Locke prend contact avec d'autres exilés politiques, notamment Thomas Dare, un des financeurs de la rébellion de Monmouth (fin 1685).
En 1684, Locke est révoqué de Christ Church. En mai 1685, il est inscrit sur une liste d'exilés dont le gouvernement anglais demande l'arrestation. Aussi doit-il se cacher jusqu'en mai 1685[pas clair].
Durant l'hiver 1685-1686, il écrit l'Epistola de Tolerantia (Lettre sur la tolérance), publiée en 1689 à Gouda. L'élément déclencheur de l'écriture de ce texte semble avoir été la révocation de l'édit de Nantes par Louis XIV (18 octobre 1685).

### Dans l'Angleterre de la Glorieuse Révolution
La Glorieuse Révolution, c'est-à-dire le renversement militaire de Jacques II par Guillaume d'Orange-Nassau (novembre 1688) et la désignation par le Parlement comme roi et reine d'Angleterre de Guillaume et de son épouse Marie, permet à Locke de rentrer d'exil.
Là, il rencontre Newton, élu membre du parlement par l'université de Cambridge. Il correspondra avec lui sur de nombreux sujets. Il fait paraître en décembre 1689 les Deux Traités du gouvernement (datés de 1690 sur la page de titre) et contacte, en mai 1689, un éditeur pour son Essai sur l'entendement humain. De même, paraît alors une traduction anglaise de son Epistola de Tolerantia, écrite initialement en latin pour lui assurer une diffusion européenne. Cet écrit provoque, en avril 1690, une vigoureuse réplique d'un homme d'église d'Oxford ce qui le pousse à répondre par une Seconde lettre (1691) puis par une Troisième lettre (1692) .

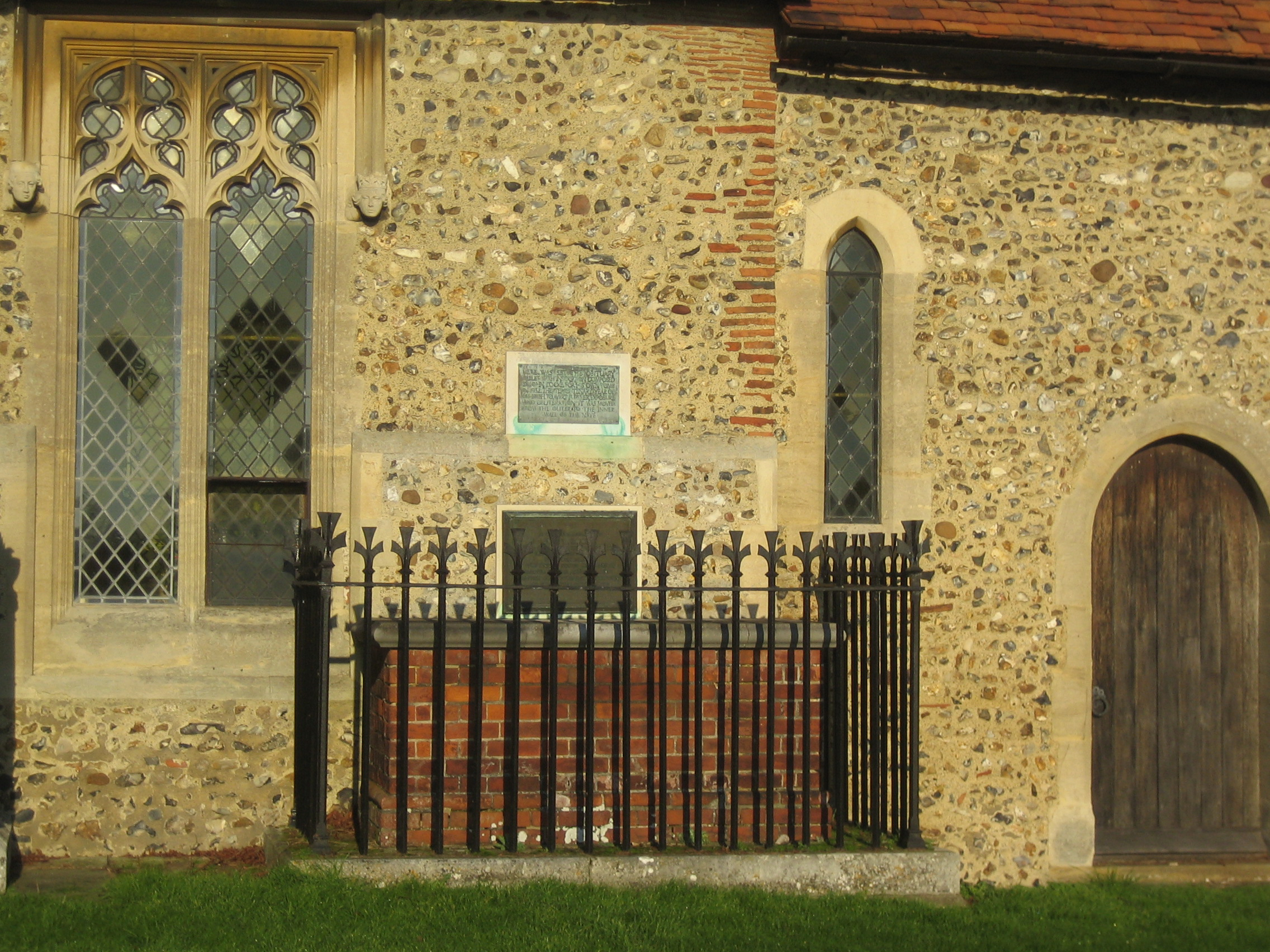
La tombe de John Locke High Laver comté d'Essex.

À partir de 1691, il vit chez Sir Francis Masham dont la femme, la fille de Ralph Cudworth, est une amie et une correspondante de Locke depuis de longues années. Il publie, en juillet 1693, Some Thoughts concerning Education puis la même année Some Considerations of the Conséquences of the Lowering of Interest and Raising the Value of Monney. John Norris (philosophe) , un admirateur de Malebranche, ayant publié des remarques critiques sur l'Essai sur l'entendement humain, il lui réplique en 1692 par un texte assez dur, JL Answer to Norris's Reflection, suivi de deux autres écrits plus substantiels, Remarks upon Some of Mr Norris's Book ainsi que An Examination of P;Malebranche's Opinion of Seeing All Things in God. En 1696, il est nommé membre du Coucil For Trade and Plantations, poste qu'il occupe jusqu'en 1700. En 1696, Edward Stillingfleet, évêque de Worcester, publie le Discours in Vindication of the Doctrine of the Trinity avec une préface où il attaque John Toland et critique Locke. Ce dernier réplique en 1697 par A letter to the Right Reverend, Lord Bishop of Worcester, qui entraîne une réplique de l'évêque en mai intitulée An Answer to Mr Locke's Letter. En réponse, Locke écrit Mr Locke's Reply to the Right Révérend the Lord Bishop of Worcester's Answer to his letter qui à son tour lui répond deux mois plus tard par An Answer to Mr Locke's Second letter. La polémique s'arrêtera avec l'écrit de Locke publié fin 1698 Locke's Reply to the Right Révérend the Lord Bishop of Worcester's Answer to his second letter car Stillingfleet meurt en mars 1699.
Locke passe paisiblement les quatre dernières années de sa vie en se consacrant, quand sa santé le permet, à sa dernière œuvre Paraphrase and Notes on the Epistles of St Paul. Il écrit également en 1702 The Discourse of Miracles et commence dans les tout derniers mois de sa vie une Quatrième lettre sur la tolérance. Il meurt le 28 octobre 1704 et est enterré trois jours plus tard au cimetière de la paroisse à High Laver.

## Les fondements de la pensée de Locke
Ces fondements se trouvent dans l'Essai sur l'entendement humain, un des premiers grands livres de l'empirisme. Dans cet ouvrage, Locke a pour dessein « d'examiner les différentes facultés de connaître qui se rencontrent dans l'homme », de façon à marquer « les bornes de la certitude de nos connaissances, et les fondements des opinions qu'on voit régner parmi les hommes ».

### Présentation sommaire de l'Essai sur l'entendement humain

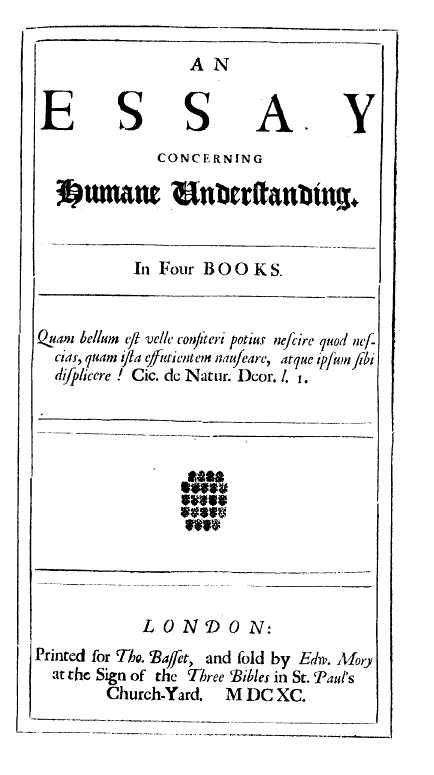
Page de couverture de l'édition de 1690 de l'Essai sur l'entendement humain.

L'Essai sur l'entendement humain se compose de quatre livres précédés par un avant-propos. Le livre I, Des notions innées, est centré sur un rejet de l'innéisme et du nativisme. Locke soutient, principalement contre Descartes, les cartésiens et les rationalistes, qu'il n'y a pas de principes innés. Le livre II, Des idées, développe la thèse selon laquelle les idées, matériel de la connaissance, proviennent de l'expérience uniquement. Le livre III, Des mots, traite du langage ; de sa nature, de ses liens avec les idées et de son rôle dans le processus de connaissance. Finalement le livre IV, De la connaissance, est consacré à la nature et aux limites de la connaissance.

### La théorie des idées

#### Qu'est-ce qu'une idée pour Locke?
Dans l'avant-propos de l'Essai sur entendement humain, Locke précise qu'il emploie le mot idée pour désigner « tout ce qui est l'objet de notre entendement lorsque nous pensons », il précise « je l'ai donc utilisé pour exprimer ce que l'on peut entendre par "phantasme", "notion", "espèce" ou tout ce à quoi peut s'employer l'esprit en pensant ». Il ajoute que "chaque homme étant convaincu en lui-même qu'il pense, et ce qui est dans son esprit lorsqu'il pense, [ce sont] des idées qui l'occupent actuellement ".
Le mot "idée" est à prendre dans son sens cartésien et moderne, comme l'intégralité des états ou activités cognitifs. Il s'ensuit que l'idée chez Locke peut être perçue selon deux théories ; soit comme acte psychologique soit comme objet de l'acte psychologique. Cette distinction permet de placer Locke parmi les représentants du réalisme direct ou indirect. La thèse des idées comme actes mentaux est peu controversée (penser "avec des idées") tandis que celle des idées comme objets internes l'est beaucoup plus (penser "à des idées"). L'ambiguïté est présente dans ce passage du livre II.viii.7-8.

« Mais afin de mieux découvrir la nature de nos idées, et d'en discourir d'une manière plus intelligible, il est nécessaire de les distinguer en tant qu'elles sont des perceptions et des idées dans notre esprit, et en tant qu'elles sont dans les corps des modifications de matière qui produisent ces perceptions dans l'esprit. (…) Que si je parle quelquefois de ces idées comme si elles étaient dans les choses mêmes, on doit supposer que j'entends par là les qualités qui se rencontrent dans les objets qui produisent ces idées en nous. (…) J'appelle idée tout ce que l'esprit aperçoit en lui-même: et j'appelle qualité du sujet, la puissance ou la faculté [power] qu'il y a de produire une certaine idée dans l'esprit. »

Cette distinction est l'un des importants débats du XVIIe siècle entre en particulier Malebranche et Arnaud à la suite de Descartes, chez qui la notion d'idée a un double sens, "idée" comme acte de penser et "idée" comme objet d'un tel acte.

#### La critique des idées innées
Locke consacre le livre I au rejet de l'innéisme, en particulier la théorie selon laquelle notre âme contiendrait passivement des idées indépendamment de l’expérience. Cette critique s'adresse, pour Hamou, à « Descartes et [aux] cartésiens », Locke vise aussi des innéistes non cartésiens, notamment Herbert de Cherbury, dont il cite l'ouvrage De veritate et les platoniciens de Cambridge. Il viserait aussi « tout un ensemble de petits auteurs, pamphlétaires partisans d'une conception dogmatique de la religion et d'une politique fondée sur la reconnaissance innée de la hiérarchie et de l'autorité ».
Les arguments de Locke contre l'innéisme sont empiriques et théoriques. On peut distinguer sept arguments dans le livre I contre les idées innées : absence de consentement universel, manque de constituants chez les enfants, ignorance des dites idées innées, besoin d'enseigner certaines de ces dites idées innées, nécessité d'un âge minimum pour les comprendre, pléthore d'idées prétendues innées et absence de liste.
Leibniz critique cette thèse dans ses Nouveaux Essais sur l'entendement humain. Locke se place dans le courant empiriste moderne. En cela, il annonce Berkeley et Hume. Si Dieu n'a pas donné aux hommes des idées innées, il leur a attribué des facultés de perception et de réflexion qui leur permettent de vivre dignement.
Il convient à présent pour Locke d'expliquer d'où proviennent toutes les idées si aucune d'entre elles n'est innée, c'est le but du livre II. Sa thèse est que toutes nos idées proviennent de l'expérience. Au départ, l'être humain est une tabula rasa comme expliquée au début du livre II.i.2.

« Supposons donc qu'au commencement l'âme est ce qu'on appelle une table rase [white paper], vide de tous les caractères sans aucune idée, quelle qu'elle soit. Comment vient-elle à recevoir des idées ? Par quel moyen en acquiert-elle cette prodigieuse quantité que l'imagination de l'homme, toujours agissante et sans bornes, lui présente avec une variété presque infinie ? D'où puise-t-elle tous ces matériaux qui sont somme le fond de tous ses raisonnements et de toutes ses connaissances ? A cela je réponds en un mot, de l'expérience : c'est le fondement de toutes nos connaissances, et c'est de là qu'elles tirent leur première origine »

Selon Locke, il existe deux types d'expérience : la sensation, ce que nos sens reçoivent du monde extérieur; et la réflexion, une introspection sur les idées de la sensation. L'activité des sens est donc première, en cela Locke est bien un empiriste, de plus, il justifie sa théorie sur l'origine des idées à l'aide d'exemple empirique, le problème de Molyneux entre autres.

#### Idées simples et complexes

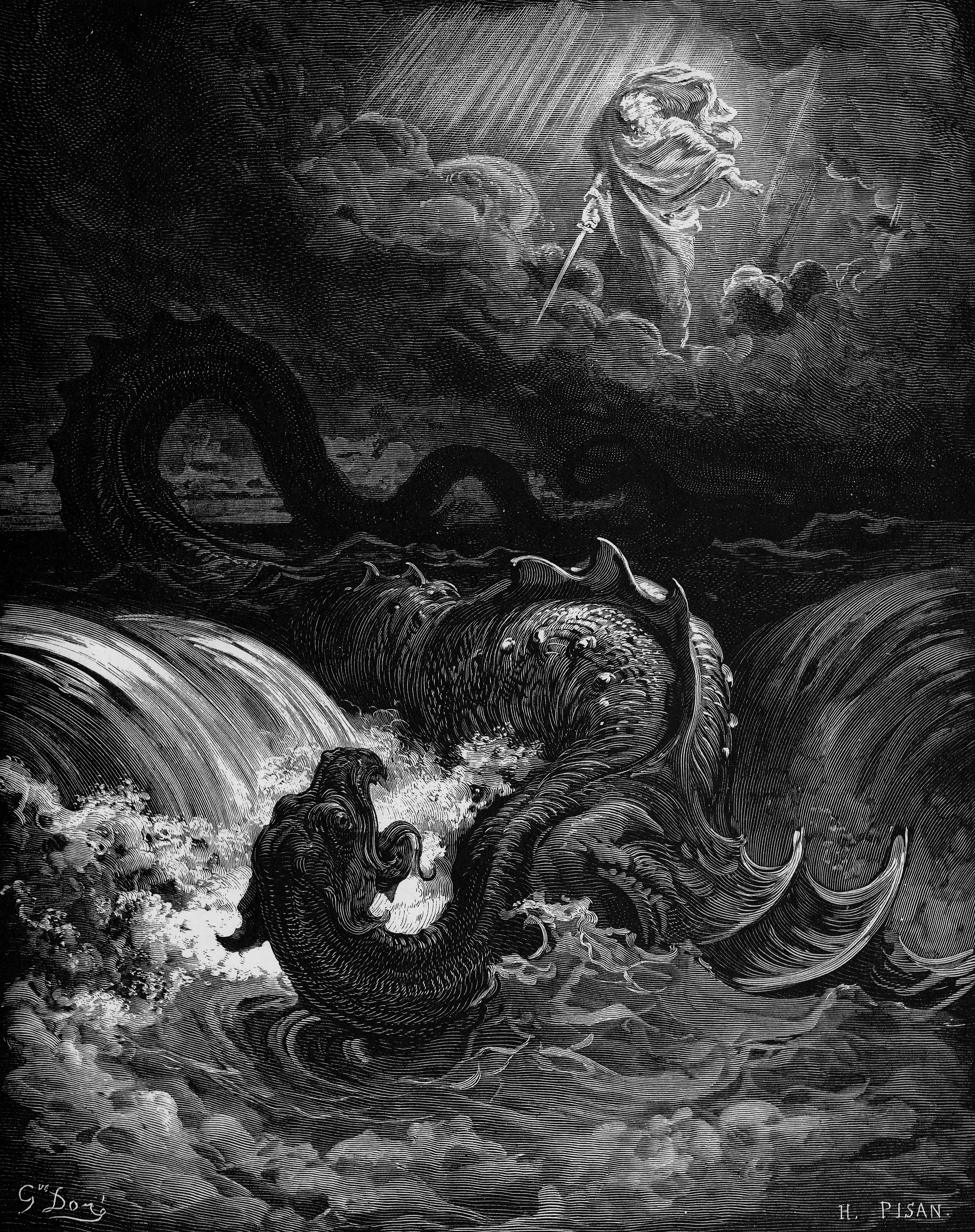
La Destruction du Leviathan (une idée complexe sans réalité) par Gustave Doré (1865).

Pour Locke, l'idée simple « est exempte de toute composition, et ne produit par conséquent dans l'âme qu'une conception entièrement uniforme [one uniform Appearance] qui ne peut être distinguée en différentes idées »,. Elles « sont les matériaux de toutes nos connaissances,[et] ne sont suggérées à l'âme que par les deux voies dont nous avons parlé ci-dessus, je veux dire par la sensation , et par la réflexion ». Locke donne des exemples d’idées simples : celles des qualités sensibles des objets, celles de la réflexion. Les idées simples des qualités sensibles des objets (couleurs, sensation de chaud, de froid, de dur, d'amère, de doux) sont transmises à l'esprit par les sens. Il existe aussi des idées simples qui ne viennent ni purement des sens, ni purement de la réflexion, mais d'un mélange des deux comme les idées de plaisir, d'unité, de pouvoir, d'existence. Il est important de noter que pour Locke toute idée simple présente à notre esprit trouve sa source dans l'expérience.
Les idées complexes sont composées de plusieurs idées simples. Elles peuvent s'imposer à notre esprit par les sens. Par exemple, l'idée qu'on se fait d'une pomme est complexe car elle est composée des idées de couleur, taille, etc. D'autres idées complexes peuvent être créées par l'esprit, qui est alors actif et qui peut produire des idées qui n'ont pas une réalité préexistante : par exemple l'idée de monstres fabuleux. Pour Locke, l'esprit peut créer des idées complexes selon deux processus, celui de composition qui conduit aux idées complexes de substances ou de modes et celui de mise en relation d'idées simples.

#### Idées abstraites et générales
À côté des actions de composition et de mise en relation que réalise l'esprit, il procède aussi par abstraction ce qui conduit à une généralisation. Locke tient le raisonnement suivant : si les mots sont le signe extérieur des idées et si ces idées correspondent uniquement à des choses particulières alors le nombre de mots serait infini. Mais, « pour prévenir cet inconvénient, l'esprit rend générales les idées particulières qu'il a reçues par l'entremise des objets particuliers, ce qu'il fait en considérant ces idées comme des apparences séparées de toute autre chose....c'est ce qu'on appelle abstraction, par où des idées tirées de quelque être particulier devenant générales, représentent tous les êtres de cette espèce, de sorte que les noms généraux qu'on leur donne, peuvent être appliqués à tout ce qui dans les êtres actuellement existant convient à ces idées abstraites ».
Dans son livre, Locke ne donne pas beaucoup de précisions sur le processus d'abstraction lui-même, mais est plus prolifique sur les idées abstraites produites. Cela vient d'après Chappell à ce que pour Locke, les généralisations sont purement un processus mental. Dans la nature il n'y a que du particulier. Pour Locke, les idées générales tiennent le rôle que jouent les universaux et les formes ou essences chez ses prédécesseurs. Locke distingue deux manières de procéder à l'abstraction qui conduisent à deux sortes d'idées abstraites. Dans le premier cas, énoncé au Livre II, l'idée abstraite est l'idée simple d'une qualité sensible tandis que et dans le second cas énoncé au Livre III, une idée abstraite est une idée complexe obtenue en éliminant nombre d'idées simples. Par exemple, quand on parle d'un homme, il s'agit d'une idée complexe obtenue en enlevant toutes les idées simples qui permettent de distinguer un homme d'une autre.

#### Idée, réalité et vérité
Pour Locke (E, XXX, 1), les idées réelles « ont du fondement dans la nature [a fondation in nature] ; [et] … sont conformes à un être réellement, à l'existence des choses ou à leurs archétypes ». Au contraire, les idées fantastiques ou chimériques sont « celles qui n'ont point de fondement dans la nature, ni aucune conformité avec la réalité des choses auxquelles elles se rapportent tacitement comme à leurs archétypes ».
Locke distingue aussi entre idées adéquates ou complètes qui « représentent parfaitement les originaux [archetypes], d'où l'esprit suppose qu'elles sont tirées » et idées incomplètes « qui ne représentent qu'une partie des originaux [archétypes] auxquels elles se rapportent ». Pour Locke, la vérité est le contraire de la fausseté, la vérité n'est pas à proprement parler une propriété des idées, c'est seulement un jugement. Cependant, quand une idée est jugée ou supposée conforme à quelque chose d'externe à elle, elle peut, seulement elle, être appelée vraie.
| Source : Chappell | idées simples  | idées complexes mélangées et idées complexes de relation (modes) | idées complexes de substance                                     |
| Réelles           | Sont réelles   | Sont réelles                                                     | Quelques idées de substance sont vraies et d'autres fantastiques |
| Complètes         | Sont complètes | Sont complètes                                                   | Sont incomplètes                                                 |
| Vraies            | Sont vraies    | Sont vraies                                                      | Quelques-unes sont vraies et d'autres fausses                    |

### La philosophie des corps

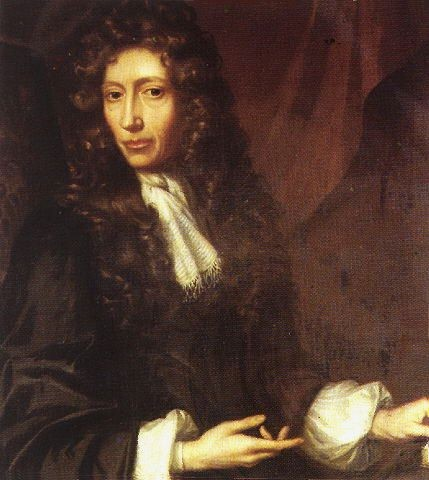
Robert Boyle, un partisan de l'atomisme comme Locke.

#### La conception corpusculaire des corps
Locke développe dans l'Essai sur l'entendement humain une conception corpusculaire des corps qui prend racine dans l'atomisme de Démocrite, d'Épicure et de Lucrèce revu au XVIIe siècle par Pierre Gassendi. En Angleterre, ces idées ont été repris par Robert Boyle, Thomas Hobbes et Walter Charleton,. Les principaux principes de cette conception des corps sont les suivants :
1. « La matière de tous les corps est du même genre, à savoir, une substance solide étendue »[60] ;
2. « tous les corps sont soit (a) des atomes ou des atomes individuels physiquement indivisibles et dont les seules qualités (hormis celle d'étendue et de solidité) sont la taille, la forme, la localisation, le mouvement ou le repos, et le nombre, ou (b) des agrégats ou des collections d'atomes »[60] ;
3. « tous les changements d'états des corps sont dus à des changements de texture,… et tout changement de texture est le résultat d'un impact ou d'un contact d'un corps sur l'autre »[60].

#### Les théories des corps en compétition auXVIIesiècle
Selon Eduard Jan Dijksterhuis, au milieu du XVIIe siècle quatre théories s'opposent quant à la structure de la matière.
| Source : McCann                                                   | Définitions |
| Doctrine scolastique aristotélicienne                             | Doctrine des quatre éléments (terre, air, feu, eau) comme composante d'une théorie métaphysique de la nature des substances. |
| La tradition alchimiste                                           | Elle repose sur trois principes ou agents causaux de base : le sel, le sulfure et le mercure.                                |
| La philosophie cartésienne                                        | Elle identifie la matière à son étendue, nie l'existence du vide et suppose que la nature est divisible à l'infini.          |
| La tradition corpusculaire ou atomisme mécanique (celle de Locke) | Existence du vide, et d'atomes indivisibles.                                                                                 |

Locke néglige l'alchimie et concentre ses attaques sur la conception cartésienne et la doctrine scolastico-aristotélicienne. La philosophie des corps de Locke est appelée philosophie mécanique car elle suppose que tous les phénomènes peuvent être expliqués par soit par l'impact d'un corps sur un autre soit par le mouvement. Les tenants de la philosophie mécaniste rejettent la notion de qualités occultes ou de causes à distance provenant des traditions aristotéliciennes et scolastiques.

#### Qualités primaires et secondaires
La distinction entre qualités primaires et secondaires remonte aux atomistes grecs. Elle a été reprise avant Locke par Galilée, Descartes et Robert Boyle. Les qualités primaires d'un objet ou d'un corps sont celles qu'il possède indépendamment de tout : espace occupé, être en mouvement ou au repos, être solide, texture. Les qualités secondaires sont des pouvoirs que possèdent les corps à provoquer chez nous la création d'idées : couleur, odeur, etc.. Cette distinction entre qualités primaires et secondaires s'oppose à la tradition scolastico-aristotélicienne où les qualités des objets sont réelles.
Locke comme Descartes accepte un dualisme de qualité, mais, à la différence du philosophe français, cette dualité n'implique pas une dualité de substance, car une chose peut avoir à la fois des qualités primaires et secondaires. Il n'y a pas une substance liée aux qualités primaires et une substance liée aux qualités secondaires.

### La philosophie de l'esprit

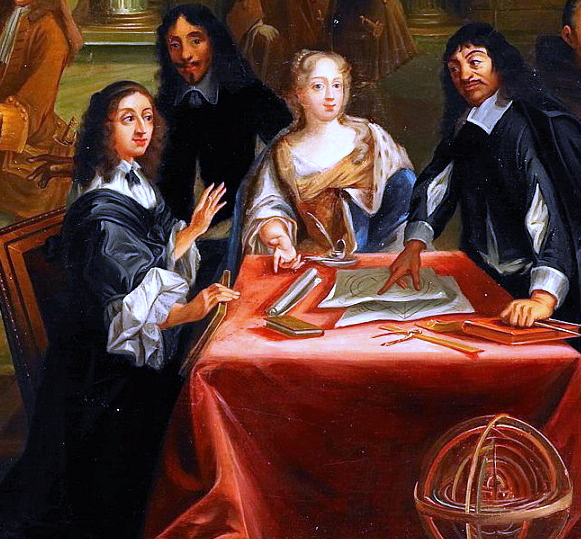
Descartes et la reine Christine

Si Locke accepte le dualisme cartésien, entre le corps et l'esprit, il s'en distingue en ne définissant pas le domaine mental et en ne se préoccupant pas des interactions causales entre les domaines matériels et mentaux.

#### Perception et volonté
Pour Locke les deux grandes actions de notre esprit (il utilise plutôt le mot âme) sont « la perception ou la puissance de penser, et la volonté [volition], ou la puissance de vouloir ». L'entendement étant compris comme étant « la puissance de penser ».

L'action de penser repose sur les idées. L'esprit doit vérifier nos croyances, nos a priori de façon à arriver à une vraie connaissance. 

« La manière dont l'esprit reçoit ces sortes de propositions, est ce qu'on nomme croyance, assentiment ou opinion; ce qui consiste à recevoir une proposition pour véritable sur des preuves qui nous persuadent actuellement de la recevoir comme véritable, sans que nous ayons une connaissance certaine qu'elle le soit effectivement. Et la différence entre la probabilité et la certitude, entre la foi et la connaissance, consiste en ce que dans toutes les parties de la connaissance il y a intuition, de sorte que chaque idée immédiate, chaque partie de la déduction a une liaison visible et certaine, au lieu qu'à l'égard de ce qu'on nomme croyance, ce qui me fait croire, est quelque chose d'étranger à ce que je crois, quelque chose qui n'y est pas joint évidemment par les deux bouts, et qui par là ne montre pas évidemment la convenance ou la disconvenance des idées en question (Locke E, IV, 15, 3) »

Pour Locke, ce qui détermine la volonté et nous porte à l'action c'est l'inquiétude causée par le désir, le désir étant d'ailleurs « un état d'inquiétude ». Au départ Locke a cru que nos actions étaient déterminées par le fait que nous recherchions « le plus grand bien positif ». Il considérera plus tard que c'est là une erreur :

« Cependant, après une plus exacte recherche, je me sens forcé de conclure, que le bien et le plus grand bien quoique jugés et reconnus tels, ne déterminent point la volonté, à moins que venant à le désirer d'une manière proportionnée à son excellence, ce désir ne nous rende inquiets de ce que nous en sommes privés (Locke, E, II, 21, 35) »

#### Le lien entre esprit et matière

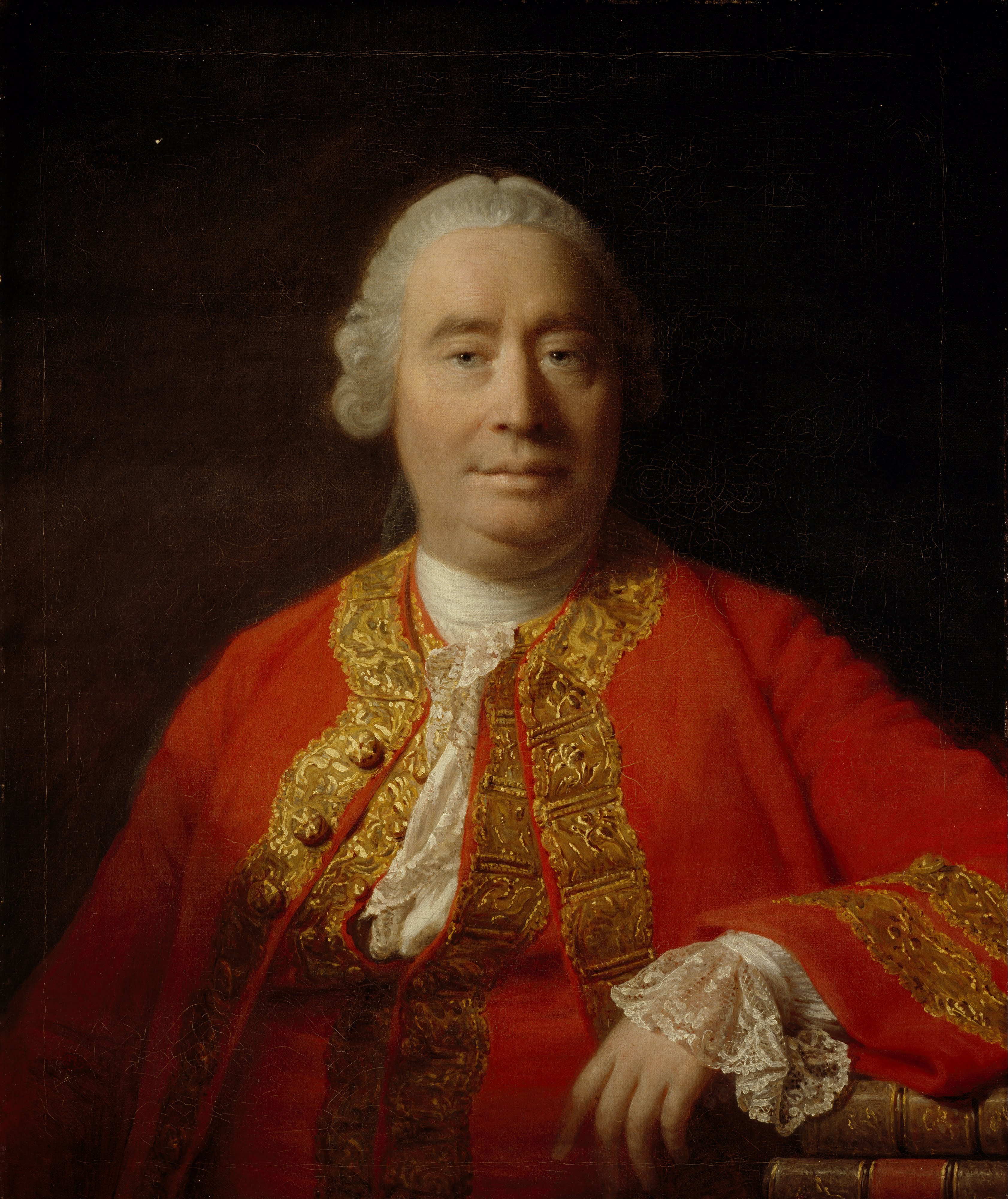
David Hume, un philosophe qui s'inscrit dans la tradition de Locke par Allan Ramsay, 1766

Au Livre II de l'Essai, Locke défend la notion de substance immatérielle pensante, s'opposant au matérialisme radical de Hobbes. Chez Locke, il y a une double liaison esprit-matière : l'esprit (l'âme) peut agir sur le corps et réciproquement.

« … La nécessité de se déterminer pour ou contre l'immatérialité de l'âme n'est pas si grande, que certaines gens trop passionnés pour leurs propres sentiments ont voulu le persuader ; dont les uns ayant l'esprit trop enfoncé, pour ainsi dire, dans la matière, ne sauraient accorder aucune existence à ce qui n'est pas matériel ; et les autres ne trouvant point que la pensée soit enfermée dans les facultés naturelles de la matière, après l'avoir examinée en tous sens avec toute l'application dont ils sont capables, ont l'assurance de conclure de là, que Dieu lui-même ne saurait donner la vie et la perception à une substance solide. Mais quiconque considérera combien il est difficile d'allier la sensation avec une matière étendue, et l'existence avec une chose qui n'ait absolument point d'étendue, confessera qu'il est fort éloigné de connaître certainement ce que c'est que son âme. »

#### Esprit, identité personnelle et substance
Pour Locke, une personne est « un être pensant et intelligent, capable de raison et de réflexion, et qui se peut consulter soi-même comme le même, comme une même chose qui pense en différents temps et lieu ». Selon lui, c'est la « conscience qui fait l'unité de la personne ». Locke, à la différence de Hume, insiste sur l'unité de la personne à travers le temps. Alors que chez Descartes la pensée constitue l'essence de l'esprit tout comme l'extension constitue l'essence entière de la matière, pour Locke les choses sont quelque peu différentes. Selon lui, ce qui différencie l'homme est le fait qu'il est capable de penser, et non le fait de penser constamment.  Une chose n'est pas seulement une portion de matière mais aussi, telle une montre « une organisation ou construction de parties propre à une certaine fin, qu'elle est capable de remplir, lorsqu'elle reçoit l'impression d'une force suffisante pour cela ». Pour Locke, ce qui caractérise l'homme est sa capacité de penser et le fait que ce soit un corps avec une étendue et une organisation particulière.

### La philosophie du langage chez Locke

#### L'importance de la communication chez Locke
Locke insiste sur l'importance de la communication dans les progrès humains. Dans les Essais (III,ii,1) il écrit :

« Comme on ne saurait jouir des avantages et des commodités de la société sans une communication de pensées, il était nécessaire que l'homme inventât quelques signes extérieurs et sensibles pour lesquels ces idées invisibles dont ses pensées sont composées, pussent être manifestées aux autres. »

À la différence d'Aristote, Locke estime qu'il n'y a aucune liaison naturelle entre certains sons et certaines idées. Le fait que les mots n'aient pas une connexion naturelle avec les choses auxquelles ils se référent mais sont arbitrairement choisis pour représenter des idées de choses rend la communication problématique. De sorte que nous devons toujours nous assurer d'être compris. Nous ne devons pas supposer que nos mots ont un lien secret avec la réalité de choses. Les mots viennent du travail des êtres humains, pas des dieux. Aussi, Locke soutient que les êtres humains doivent prendre le « soin d'approprier leurs mots, autant qu'il est possible, aux idées que l'usage ordinaire leur a assignées ».

#### Locke versus Platon et Aristote
Le fait de rompre tout lien naturel entre le mot et l'idée, fait partie chez Locke d'une attaque contre le platonisme, qui connait alors un renouveau en Angleterre. Il s'agit surtout d'une attaque contre deux points importants de la science aristotélicienne. Tout d'abord, il s'oppose à l'hypothèse sous-jacente chez le Stagirite selon laquelle les qualités des objets les plus importantes à notre perception sont aussi les plus fondamentales pour la science. D'autre part, il s'en prend à l'hypothèse d'Aristote selon laquelle les classifications des objets naturels en espèces reflètent une réalité naturelle sous-jacente. Pour Locke en effet, « les espèces sont l'ouvrage de l'entendement,… elles sont fondées sur la ressemblance des choses ».

### La philosophie de la connaissance

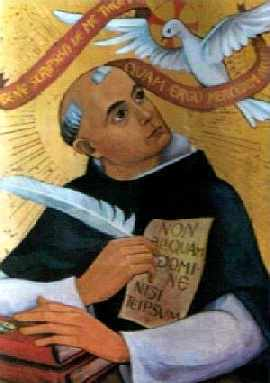
Saint Thomas d'Aquin (1225-1274). Locke est un opposant à la scolastique issue de l'enseignement de ce théologien

Locke était attiré par certains aspects de la science nouvelle, notamment le rationalisme cartésien, et il ne voyait guère d'utilité aux discussions scolastiques encore en vogue à l'université d'Oxford.

#### La notion de connaissance chez Locke
Pour Locke, la connaissance découle de l'expérience. Ce qui signifie que toutes les idées et tous les matériaux à partir desquels notre connaissance est façonnée par notre raison dérivent de l'expérience. Si Dieu n'a pas « gravé certaines idées dans l'âme de tous les hommes », il leur a donné « des facultés qui suffisent pour leur faire découvrir toutes les choses nécessaires à un être tel que l'homme, par rapport à sa véritable destination ».
La connaissance « n'est autre chose que la perception de la liaison et de la convenance, ou de l'opposition et de la disconvenance qui se trouve entre deux idées ». Cette définition est très différente de celle de Descartes pour qui la connaissance est une idée claire et nette. Locke distingue quatre sortes de relations dans la connaissance humaine :
- identité ou diversité (logique) : deux choses sont les mêmes ou sont différentes ;
- relation (mathématique) appelée aussi relative : c'est la « perception du rapport qui existe entre deux idées, de quelque espèce qu'elles soient, substances, modes ou autres »[86] ;
- coexistence, ou connexion nécessaire (physique) ;
- existence réelle (métaphysique).

#### Les trois degrés de connaissance
Il existe trois degrés de connaissance chez Locke : intuitive, démonstrative et sensitive.
La connaissance intuitive est la perception immédiate de la convenance ou de la disconvenance des idées entre elles, sans idée intermédiaire. Exemple l'esprit « voit que le blanc n'est pas le noir ».
La connaissance démonstrative consiste à comparer des idées et à en percevoir la convenance ou la disconvenance par le moyen d'autres idées qui sont des preuves pour la démonstration. La connaissance démonstrative dépend des preuves, elle n'est pas facile à acquérir. Elle est précédée de quelque doute et n'est pas aussi claire que la connaissance intuitive. De plus, chaque degré de déduction doit être connu intuitivement. Dans le domaine de démonstration, ce sont les mathématiques qui sont le plus haut degré de la certitude, car elles comportent les quatre degrés. Nous concevons intuitivement les idées abstraites des mathématiques, et ces intuitions claires et distinctes permettent d'en déduire des propriétés. En revanche, le domaine de l'expérience ne fournit pas de telles idées, il ne s'y trouve rien de certain et d'universel, tout y est contingent. Dans le domaine de la démonstration, Locke place également la preuve de l'existence de Dieu ; c'est, selon lui, la seule existence qui puisse être prouvée et cela, avec une certitude égale à celle des mathématiques. En effet, si nous considérons notre existence, nous savons que quelque être réel existe ; or, si le non-être ne peut rien produire, alors il y a un être qui existe de toute éternité.
La connaissance sensitive établit l'existence des êtres particuliers qui existent en dehors de nous en fonction des idées que nous nous en faisons. Ces connaissances vont au-delà de la probabilité mais en deçà des degrés de certitude des connaissances intuitives et démonstratives.

#### Connaissance, probabilité et jugement
Pour Locke, « l'homme serait dans un triste état, s'il ne pouvait tirer [pour la conduite de sa vie] que des choses qui sont fondées sur la certitude d'une véritable connaissance », c'est pourquoi Dieu « nous a fourni aussi, par rapport à la plus grande partie des choses qui regardent nos propres intérêts, une lumière obscure et un simple crépuscule de probabilité, si j'ose m'exprimer ainsi, conforme à l'état de médiocrité et d'épreuve où il lui a plu de nous mettre dans ce monde, afin de réprimer par là notre présomption et la confiance excessive que nous avons en nous-mêmes ». Lorsque la connaissance n'est pas certaine, il nous invite à recourir au jugement qui « consiste à présumer que les choses sont d'une certaine manière, sans les apercevoir avec certitude ». Il convient de noter que Locke emploie le terme de probabilité non pas au sens mathématique qui émerge alors, mais au sens ancien de conformité à nos observations et à notre expérience.

#### Raison et foi

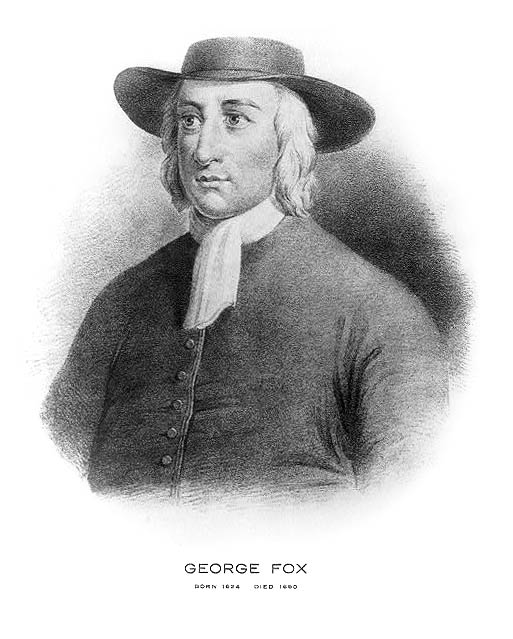
Portrait de George Fox, fondateur des quakers, une secte un peu trop enthousiaste pour Locke.

Pour Locke « dès que la raison vient à manquer à quelqu'un de quelque secte qu'il soit, il s'écrie aussitôt, c'est ici un article de foi, et qui est au-dessus de la raison ». Si la révélation peut être utile dans les points où la raison ne peut aboutir à des certitudes, elle ne doit pas contredire ce que nous savons par raison être vrai.
Locke traite aussi de l'enthousiasme, qui était alors une des caractéristiques principales de certaines sectes protestantes. Au livre IV chapitre XIX de l'Essai sur l'entendement humain il insiste sur le fait que pour arriver à une connaissance vraie il faut aimer la vérité. La preuve infaillible de cet amour étant « de ne pas recevoir une proposition avec plus d'assurance, que les preuves sur lesquelles elle est fondée ne le permettent ». Or, selon lui, l'enthousiasme conduit à violer ce principe.

#### Les limites de notre connaissance et de la philosophie mécanique chez Locke
Pour McCann, Locke est le seul parmi les tenants de la philosophie mécaniste du XVIIe siècle à souligner les limites de notre capacité à fournir des explications mécanistes des phénomènes naturels. Cette question est surtout traitée Livre IV, chapitre III de l'Essai sur l'entendement humain :

« par conséquent nous ne mettons point cette connaissance à trop bas prix, si nous ne pensons modestement en nous-mêmes que nous sommes si éloignés de nous former une idée de toute la nature de l'Univers, et comprendre toutes les choses qu'il contient, que nous ne sommes pas même capables d'acquérir une connaissance philosophique des corps qui sont autour de nous, et qui font partie de nous-mêmes, puisque nous ne saurions avoir une certitude universelle de leurs secondes qualités, de leurs puissances, et de leurs opérations. Nos sens aperçoivent chaque jour différents effets, dont nous avons jusque-là une connaissance sensitive: mais pour les causes, la manière et la certitude de leur production, nous devons nous résoudre à les ignorer pour les deux raisons que nous venons de proposer. »

## Philosophie politique
La philosophie politique de Locke est considérée comme une étape fondatrice de la pensée libérale. Cette modernité est parfois contestée ; les raisons de ces contestations seront exposées plus bas.
Dans un premier temps, on peut décrire cette philosophie politique en quatre parties : la loi naturelle ; la propriété ; l'esclavage ; le libéralisme.

### La loi naturelle
Locke décrit ainsi l'état de nature : « un état dans lequel les hommes se trouvent en tant qu'hommes et non pas en tant que membres d'une société. » (Traité du gouvernement civil, §14) En effet, aucun homme n'est soumis par nature à quiconque, car on ne peut être assujetti à la volonté arbitraire d'un autre homme, ni être tenu d'obéir à des lois qu'un autre instituerait pour lui.
Dans cet état, les hommes sont libres et égaux. Dans l'état de nature, nul ne détient d'autorité législative. L'égalité est une conséquence de cette liberté, car s'il n'existe aucun rapport naturel de sujétion personnelle, c'est par l'absence de distinction entre les hommes : tous ont les mêmes facultés.
Néanmoins, la liberté de cet état n'est pas licencieuse ; chacun est tenu d'en faire le meilleur usage exigé par sa conservation (§4). L'état de nature comporte donc déjà certaines règles. S'il n'y a aucune loi humainement instituée, tous les hommes doivent pourtant obéir à la loi de nature, loi qui est découverte par la raison (ou par la révélation) et qui est d'origine divine. Cette loi interdit aux hommes de faire tout ce qu'ils désirent ; ils ont le devoir :
- de conserver leur propre vie, qui est un don de Dieu (§6) ;
- de respecter la vie, la liberté, les biens d'autrui, car il est nécessaire à leur conservation que chacun veille à la subsistance du genre humain une fois que la sienne propre est assurée ;
- de s'efforcer de mener une vie paisible et harmonieuse avec les autres ; la violence est ainsi interdite, sauf pour se défendre ou défendre autrui (§7) ;
- de respecter la parole donnée et d'exécuter les contrats (§14).

La liberté est dans le respect de ces obligations prescrites par les lois de la nature, car c'est en leur obéissant que l'homme est conduit à faire ce qui est conforme à sa nature et à ses intérêts. La liberté n'est donc pas une absence d'obstacle extérieur à la réalisation de son désir, mais dans l'obéissance aux prescriptions divines découvertes par la raison.

### La propriété
Le passage de la loi naturelle à la propriété (dans un sens large) se fait par le droit. En effet, c'est dans la mesure où l'homme a des devoirs naturels qu'il est également porteur de droit devant lui garantir la possibilité de réaliser ses devoirs. Ses droits sont donc naturels, liés à sa personne, car ils sont fondés sur sa nature humaine, sur ce qu'exige la réalisation de ce à quoi il est naturellement destiné et que lui a révélé la loi divine.
Locke énonce trois droits fondamentaux : droit à la vie et à fonder une famille ; droit à la liberté ; droit à la jouissance de ses biens et surtout à l'échange.
Ces droits définissent un domaine d'inviolabilité de la personne humaine ; leur caractère naturel exclut qu'il soit légitime d'en faire échange, ou de ne pas les reconnaître selon des conventions.
Parmi ces droits qui précèdent toutes les institutions humaines, Locke place donc la jouissance des biens. En effet, la propriété privée est nécessaire pour la conservation de la vie et l'exercice de sa dignité humaine. Il y a donc un droit de posséder tout ce qui est nécessaire à la subsistance.
Néanmoins, puisque le monde a été donné en commun aux hommes par Dieu, il faut expliquer la légitimité de l'appropriation individuelle :
« Bien que la terre et toutes les créatures inférieures appartiennent en commun à tous les hommes, chaque homme est cependant propriétaire de sa propre personne. Aucun autre que lui-même ne possède un droit sur elle, le travail de son corps et l'ouvrage de ses mains lui appartiennent en propre. Il mêle son travail à tout ce qu'il fait sortir de l'état dans lequel la nature l'a laissé, et y joint quelque chose qui est sien. Par là, il en fait sa propriété. Cette chose étant extraite par lui de l'étant commun où la nature l'avait mise, son travail lui ajoute quelque chose, qui exclut le droit commun des autres hommes. » (§27)
C'est cette propriété fondée sur le travail qui permet à Locke de justifier l'accaparement des terres des Indiens d'Amérique par les colons. Puisque les Indiens ne travaillent pas leurs terres et ne respectent pas ce commandement de Dieu (Deuxième Traité du gouvernement civil, V, 32), celui qui les exploite en acquiert automatiquement la propriété. Et si un Indien s'oppose par la violence à cette spoliation par le travail, il est « tout à fait assimilable, comme tout criminel, aux "bêtes sauvages près de qui l'être humain ne connaît ni société ni sécurité" ; "on peut donc le détruire comme un lion, comme un tigre" ».
L'homme est donc l'unique propriétaire de sa personne et de son corps, et il jouit d'un droit de propriété exclusif. Il est également propriétaire de son travail : une chose œuvrée cesse d'être une propriété commune :
« Ainsi, l'herbe que mon cheval mange, les mottes de terre que mon valet a arrachées, et les creux que j'ai faits dans des lieux auxquels j'ai un droit commun avec d'autres, deviennent mon bien et mon héritage propre, sans le consentement de qui que ce soit. » (§28)
Il y a toutefois une limite à la légitimité de cette appropriation privée, c'est qu'il doit :
« en rester assez, d'une qualité aussi bonne, et même plus que ne pouvaient utiliser les individus qui n'étaient pas encore pourvus. » (§33)
Mais, une fois exposée l'idée de propriété par le travail, il faut encore expliquer comment l'homme est le propriétaire de sa personne ? Locke définit ainsi la personne :
« C'est, je pense, un être pensant et intelligent doué de raison et de réflexion, et qui peut se considérer soi-même comme une même chose pensante en différents temps et lieux. Ce qui provient uniquement de cette conscience (consciousness) qui est inséparable de la pensée, et qui lui est essentiel à ce qu'il me semble : car il est impossible à quelqu'un de percevoir sans aussi percevoir qu'il perçoit. » (Essai sur l'entendement humain, II, 27, 9).
L'identité personnelle est fondée sur la continuité de la conscience dans le temps, et cette conscience constitue l'identité qui, au moyen de la mémoire, se maintient dans le temps et nous permet de nous reconnaître nous-mêmes comme étant les mêmes.
Or, cette capacité de la conscience :
- est fondamentalement appropriante, puisqu'elle permet de reconnaître des actions et des pensées pour siennes, i.e. qu'elle permet d'identifier un agent responsable vis-à-vis des hommes et du créateur.
- fonde la propriété de soi, en particulier du corps qui est le corps de untel, et qui se présente ainsi à sa conscience (par ses actions et leurs résultats).

Pour résumer la pensée de Locke sur la propriété, on peut dire que la propriété des choses n'est pas seulement requise pour subsister mais est une extension de la propriété de la personne. En ce sens, la propriété des biens a le même caractère inviolable que la personne humaine. Cette personne est conçue comme un rapport de soi à soi en tant que propriété. Chaque homme est donc le seul propriétaire de sa personne, de sa vie, de sa liberté et de ses biens.

### Le libéralisme
La pensée de Locke peut être considérée comme une pensée fondatrice du libéralisme, et cela, tant sur le plan politique que sur le plan économique.

#### Le libéralisme, politique de Locke
Sur le plan politique, la question qui se pose à Locke est de savoir si l'on peut penser le pouvoir politique sans que son institution n'entraîne la perte de la liberté des individus qui lui sont soumis.
Les hommes de l'état de nature étant pour Locke des propriétaires, ils sont engagés dans des relations économiques ; ce point tend déjà à faire concevoir un État qui se contenterait de garantir ce qui est acquis, sans qu'il intervienne dans la société. Le pouvoir politique n'est donc pas censé instituer l'ordre social par des lois, mais il est au service de la société pour corriger les éléments qui tendraient à lui nuire.
Il suit de là que le pouvoir politique :
- trouve son origine dans le consentement de ceux sur lesquels s'exerce l'autorité ;
- a sa fin dans la garantie du respect des droits naturels de tout homme, qu'il doit arbitrer les conflits et exercer un droit de punir.

___________________________________________________________________________________________________
Dans Traité du gouvernement civil, chapitre VII, De la société politique ou civile; il écrit ainsi :
« Les hommes donc sortent de l'état de nature, et entrent dans une société politique, lorsqu'ils créent et établissent des juges (pouvoir législatif) et des Souverains sur la terre, à qui ils communiquent l'autorité de terminer tous les différends (pouvoir exécutif), et de punir toutes les injures qui peuvent être faites à quelqu'un des membres de la société; et partout où l'on voit un certain nombre d'hommes, de quelque manière d'ailleurs qu'ils se soient associés, parmi lesquels ne se trouve pas un tel pouvoir décisif, auquel on puisse appeler, on doit regarder l'état où ils sont, comme étant toujours l'état de nature »
Dans la société politique, « chacun des membres s'est dépouillé de son pouvoir naturel, et l'a remis entre les mains de la société »
___________________________________________________________________________________________________
Le pouvoir politique est ainsi amputé de ses dimensions éthique et religieuse ; il ne peut interdire les cultes, il ne s'occupe pas du salut des hommes ni de leur perfection morale. Ces affaires sont strictement personnelles. L'État est donc un instrument et son rôle est réduit aux intérêts civils et temporels des hommes dont il doit protéger la vie, la liberté et les biens.
Son étendue étant ainsi limitée, Locke propose une hiérarchisation des pouvoirs, une organisation institutionnelle permettant de contrôler leur exercice, et affirme en conséquence que le peuple a le droit (voire l'obligation) de résister quand le pouvoir dépasse les limites qui lui sont assignées par sa fonction.

##### La hiérarchisation du pouvoir
Le contrat social crée une communauté seule détentrice de tous les pouvoirs. Mais, ne pouvant exercer elle-même ses pouvoirs, ceux-ci sont délégués à des magistrats. Dans toute organisation politique, il existe une partie qui définit ce que chaque pouvoir doit faire, et une partie qui désigne les titulaires de ces pouvoirs auxquels on obéit.
Tandis que le recours à la force concerne les pouvoirs exécutif et fédératif, le législatif appartient à la société elle-même. Le pouvoir législatif est pour Locke le pouvoir suprême : ce pouvoir ne peut donc être absolu et arbitraire :
- le droit positif est subordonné aux lois de la nature ;
- ce pouvoir est la mise en commun du pouvoir des individus : il ne peut y avoir de pouvoir supérieur ;
- ce pouvoir est universel, il ne s'adresse pas aux particuliers en tant que tels ;
- c'est un pouvoir stable et public, il instaure un ordre juridique régulier ;
- il est impossible que le pouvoir législatif prive un homme de ses biens, car cette propriété est inviolable ;
- le pouvoir législatif n'a que le pouvoir de faire des lois, et il est absolument dépendant de la communauté : seule cette dernière a le droit de désigner des instances législatives et le droit d'en contrôler l'exercice.

La hiérarchisation des pouvoirs consistera alors pour Locke à soumettre le pouvoir exécutif au pouvoir législatif puisque ce dernier est le pouvoir suprême et qu'il est l'expression de la volonté d'une communauté. La règle et le droit ont donc la primauté et personne n'est au-dessus de la loi. Le pouvoir exécutif est donc naturellement inférieur, car il exécute seulement les décisions du pouvoir législatif. Le pouvoir fédératif, comme troisième pouvoir, reste inférieur et indépendant du pouvoir législatif et du pouvoir exécutif. Il concerne les affaires et relations extérieures entretenues avec les autres pays : militaire, monnaie, économie et commerce. Locke estime que ce pouvoir est naturel parce qu'il s'exerce dans le cadre des lois positives du Commonwealth, exclusivement internes.
Pour éviter la concentration des pouvoirs, il faut les déléguer à des instances distinctes et même déléguer à plusieurs instances le même pouvoir ; par exemple, le législatif peut appartenir à une assemblée et au roi. Mais il est préférable de confier ce pouvoir totalement ou en partie à une assemblée élue et renouvelable, afin qu'aucun individu de la société ne soit privilégié.
Cette organisation comporte tout de même des risques d'abus, abus tant du pouvoir exécutif que du pouvoir législatif. Selon Locke, quoi qu'il arrive, et même si le pouvoir a été délégué, la communauté est toujours la seule véritable détentrice de ces pouvoirs. En conséquence, elle a le droit d'en contrôler l'exercice, et elle est seule juge en ce domaine. Si le pouvoir législatif est utilisé abusivement, la communauté déclare nulles les décisions de l'instance judiciaire, et celle-ci s'en trouve dissoute par le fait.

##### Droit de résistance
Puisqu'il peut y avoir des abus, voire une oppression et puisque la communauté ne peut en aucun cas être privée de ses droits, il faut que la communauté ait aussi un droit de résistance à l'oppression.
Locke distingue trois cas où le droit de résistance s'applique :
- trahison d'un magistrat (par exemple, exercice de la force en dehors du droit : usurpation, tyrannie) ;
- quand un magistrat néglige sa fonction ;
- sur preuves d'un projet de trahison.

C'est à la communauté que revient alors le droit de juger, et, lorsque quelqu'un veut exercer un pouvoir pour lequel il n'a pas été désigné (donc lorsque quelqu'un veut exercer un pouvoir qui n'existe pas), la désobéissance est légitime.

### La question de l'esclavage
D'après David B. Davis, en accord avec ses conceptions de la propriété et de la loi naturelle révélée par le Dieu chrétien, Locke « est le dernier grand philosophe qui ait cherché à justifier l'esclavage absolu et perpétuel ». Il écrit par exemple :
« Tout citoyen libre de la Caroline exerce un pouvoir et une autorité sans limites sur ses esclaves noirs, quelles que soient les opinions de ceux-ci ou leur religion. » (Constitutions fondamentales de la Caroline)
La conversion de l'esclave au christianisme n'implique pas son affranchissement, restant subordonnée au droit de propriété :
« La religion et la liberté chrétiennes n'ont absolument pas modifié la condition des hommes de la cité [et] les esclaves, tout soumis qu'ils soient au pacte du Christ, n'en restent pas moins civilement des esclaves, et ils doivent à leurs maîtres la même obéissance qu'auparavant. » (Le Magistrat civil).
John Locke était d'ailleurs actionnaire de la Royal African Company, créée en 1672, un des piliers du développement de la traite négrière anglaise.
Selon le philosophe marxiste italien Domenico Losurdo, c'est avec Locke que l'esclavage s'établit au plan théorique sur une base raciale[pas clair].
Cependant, tout en soutenant l'institution de l'esclavage dans ses textes juridiques et législatifs, Locke dans ses ouvrages de philosophie politique, notamment le second Traité du gouvernement civil (1690), cherche à démontrer qu'aucun homme n'a de droit absolu sur un autre, ce qui a pour conséquence que la vie, la propriété, la liberté et la santé nous appartiennent en propre et constituent une limite à l'action d'autrui. En vertu du droit naturel théorisé par Locke, l'esclavage est donc illégitime :
« L'état de nature a la loi de la nature, qui doit le régler, et à laquelle chacun est obligé de se soumettre et d'obéir : la raison, qui est cette loi, enseigne à tous les hommes, s'ils veulent bien la consulter, qu'étant tous égaux et indépendants, nul ne doit nuire à un autre, par rapport à sa vie, à sa santé, à sa liberté, à son bien. »
Joseph Fabre (1842-1916) soutient que pour Locke l'esclavage est contre-nature.

### Place des femmes
Bien que la liberté individuelle soit au cœur de la pensée politique de Locke, celui-ci ne l'étend pas à la femme qu'il affirme soumise à l'homme. Pour appuyer cette affirmation, Locke s'appuie sur les textes bibliques et en particulier la Première épître aux Corinthiens, qu'il analyse dans la Paraphrase and Notes on the first Epistle of St Paul to the Corinthians en 1706. Face à ce discours, la théologienne Mary Astell réagit en renvoyant le texte biblique à la morale chrétienne et non à la philosophie. Selon elle, la Bible doit être un guide pour l'individu mais ne peut être invoquée pour résoudre des débats philosophiques.

## Religion et tolérance chez Locke

### Les écrits de Locke dans leur contexte

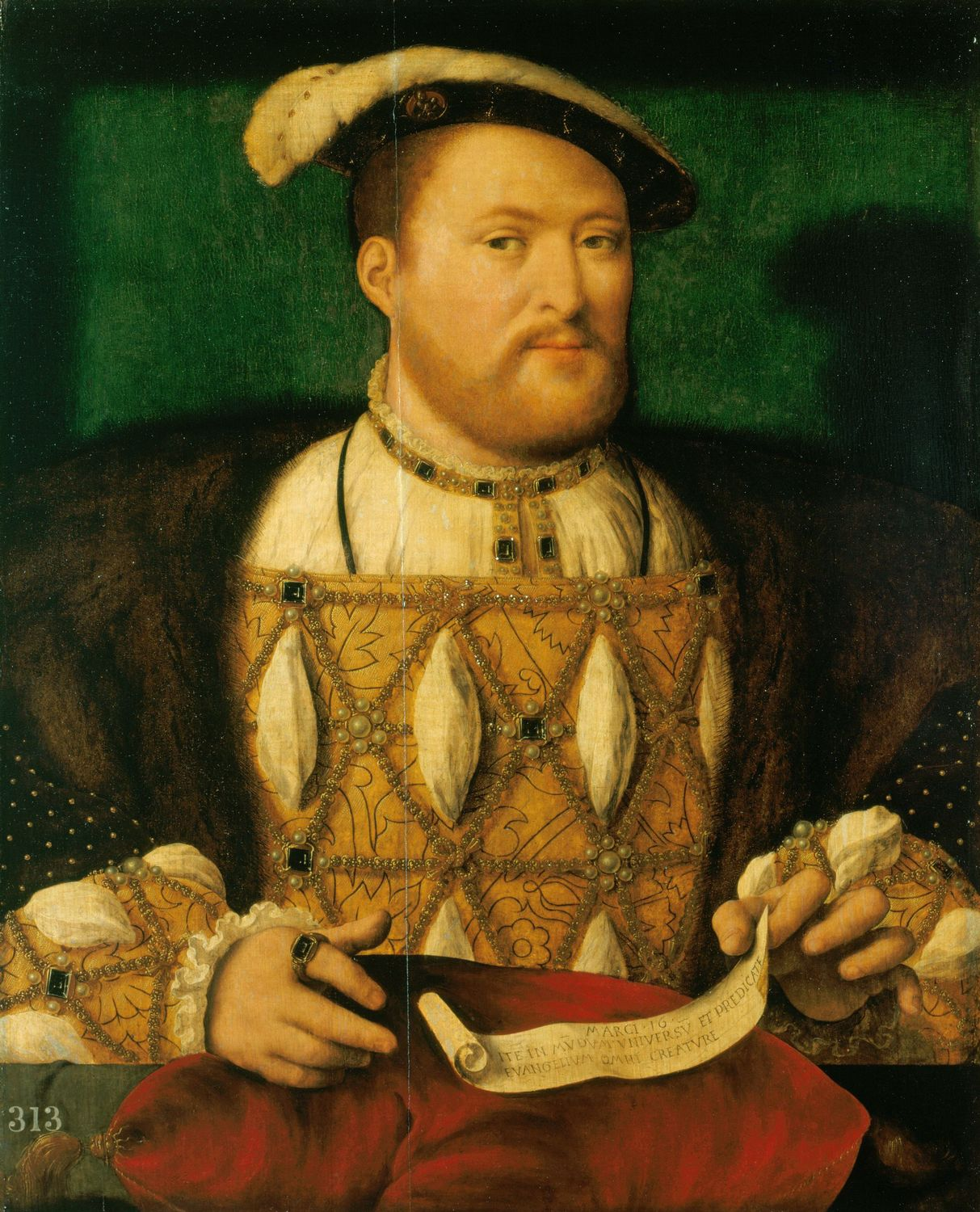
Portrait d'Henri VIII, le père de la religion anglicane par Joos van Cleve, vers 1531.

Locke a écrit quatre ouvrages majeurs sur la tolérance : les Tracts de 1660, l'Essai sur la Tolérance rédigé en 1667, un texte intitulé Sur la différence entre pouvoir ecclésiastique et pouvoir civil de 1674, et la Lettre sur la Tolérance de 1686. La constance de l'intérêt de Locke sur cette question s'explique par les défis de l'époque. Il vit à une période où les guerres de religion ne sont pas totalement terminées. La France révoque l'édit de Nantes en 1685 tandis qu'en Angleterre l'aspect religieux est très présent dans les deux révolutions qui secouent le pays au XVIIe siècle. En effet, dans ce pays, la réforme entreprise par Henri VIII Tudor avec la création de l'Église anglicane a conduit à cantonner l'Église à apporter uniquement son aide au salut éternel de ses fidèles, et à la priver de pouvoirs judiciaires et législatifs. Le politique devançant sur ce point les écrits théoriques d'Althusius, de Grotius et de Hobbes. Toutefois, la réforme d'Henri VII faisait que le gouvernement civil pouvait sanctionner des offenses religieuses telles que les fausses croyances. En fait, la réforme anglicane d'Henri VIII Tudor pose un problème aux catholiques, parce qu'ils sont exclus du politique et aux protestants car le roi pouvait imposer « le contenu des croyances et la forme du culte » et que l'Église demeurait fortement hiérarchisée. Or de nombreux théologiens protestants tels que Thomas Cartwright ou Robert Browne soutiennent que l'Église est une association volontaire, que seule compte la conscience et la conviction et que dans ces circonstances l'État n'a pas à s'en mêler. John Penry, l'auteur probable des Marprelate Tracts écrit à ce propos : « Ni la prison, ni les jugements, ni la mort elle-même ne sauraient être des armes convenables pour convaincre la conscience des hommes qui ne se fonde que sur la parole de Dieu ». Selon Jean-Fabien Spitz : « très tôt (…) les principaux thèmes de l'argumentaire en faveur de la tolérance sont fixés ». Parmi eux se trouve l'idée que l'État ne s'occupe que du temporel, pas du salut des âmes, que l'Église n'est qu'une association de conviction, qu'elle peut exclure des membres, pas les poursuivre sur le plan temporel. Parmi les écrits qui défendent ces idées avant Locke, figure notamment The Compassionate Samaritane: Liberty of Conscience Asserted and the Separatist Vindicated (1644) de William Walwyn dans le pamphlet de John Goodwin intitulé Hagiomatix (1646).

### Les écrits sur la tolérance

#### Lestractsde 1660

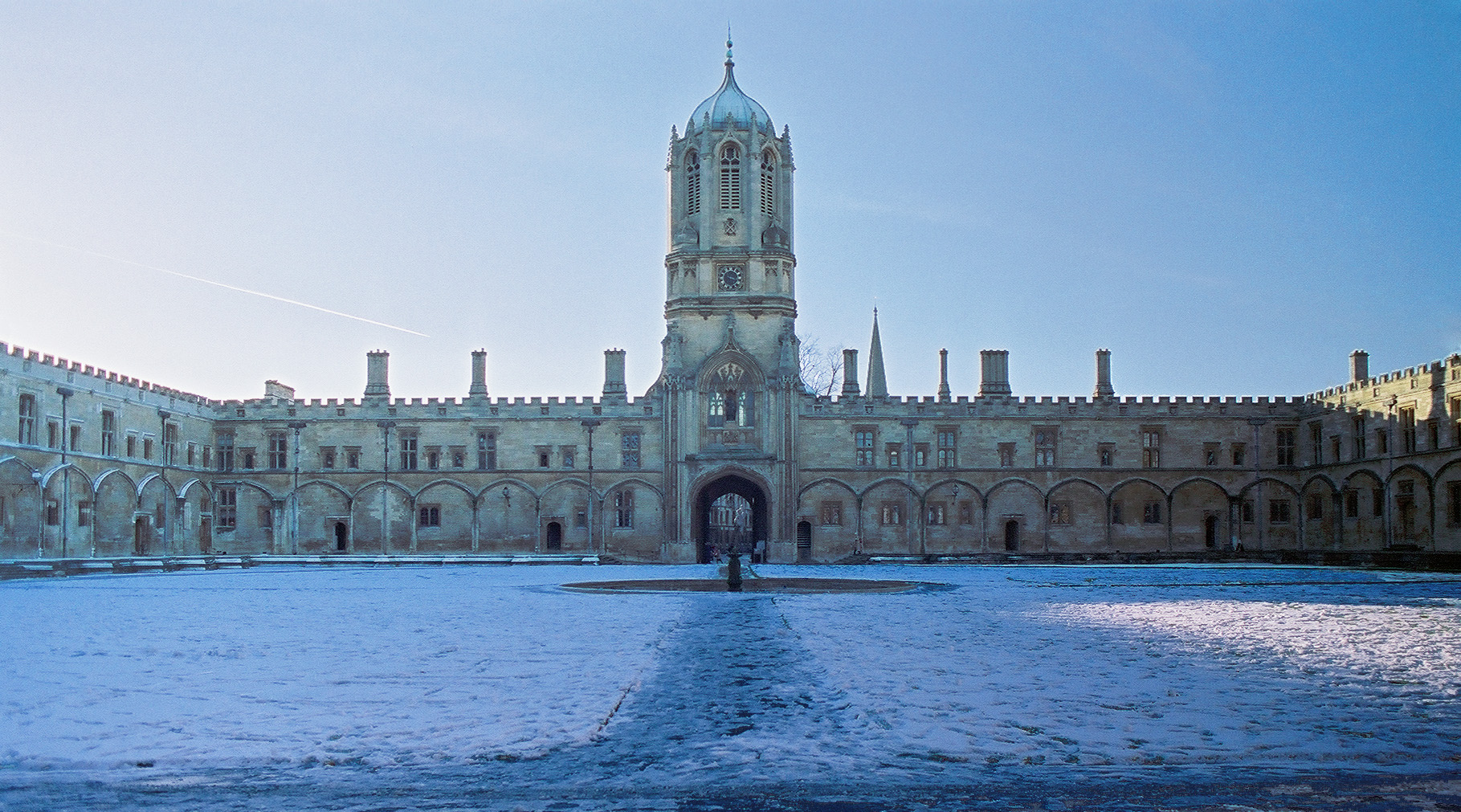
Christ Church Oxford où a étudié et enseigné Locke

Le premier écrit de Locke sur la tolérance, qui date de 1660, est une réponse au livre The Great Question concerning things indifferent in religious worship d'Edward Bagshaw (1629-1671), publié en 1659.
Pour comprendre la nature du problème, il faut placer ces écrits dans leur contexte. Certains protestants radicaux veulent alors placer l'organisation politique sous l'égide de la loi de Dieu[pas clair]. Ils distinguent les points sur lesquels les évangiles sont explicites et ceux sur lesquels ils ne disent rien (comme la forme du culte). Ils considèrent que ces derniers points relèvent de la liberté de conscience et de la liberté du chrétien ; en revanche, selon eux, le gouvernement civil doit intervenir là où les évangiles sont précis.
Selon Jean-Fabien Spitz, « face à une telle conception, Locke manifeste dans les deux Tracts de 1660 une inquiétude qui ne le quittera jamais et dont l'Epistola portera encore la marque » à savoir l'impossibilité dans ces conditions d'établir une autorité civile politique. Pour Locke, comme pour les latitudinaires puisque les choses indifférentes n'influent pas sur le salut des hommes, on peut les réguler au mieux des intérêts temporels des hommes et en tant que de besoin en confier la gestion au gouvernement civil. Locke va même jusqu'à considérer que le gouvernement peut imposer une uniformité du culte s'il estime que c'est nécessaire à la paix civile. S'il va jusqu'à cette extrémité, c'est que pour lui « la religion se réduit à quelques articles fondamentaux, au repentir intérieur et à une charité qui gouverne une vie vertueuse ». Locke est cependant conscient que son argumentation ne convaincra jamais un croyant qui estime que l'extérieur du culte a une importance cruciale pour son salut. Aussi, pour Jean-Fabien Spitz, « les recherches sur les limites de l'entendement humain et les conclusions négatives auxquelles elles aboutissent » le conduisent à proposer dans ses écrits ultérieurs de 1667 et de 1686 une politique de tolérance religieuse.

#### Essai sur la tolérance(1667)
L'Essai de 1667 a été probablement rédigé à la demande de Shaftesbury, dans un contexte où il faut faire vivre ensemble les différents courants du protestantisme de sorte que la notion de « tolérance » est vue comme un moyen de vie commune entre les sectes protestantes, et un engagement commun à lutter contre les athées et les catholiques (comme ceux qui écrivent alors sur la tolérance, Locke ne se préoccupe pas de l'attitude à avoir envers les non-chrétiens, un problème qui ne se pose guère dans l'Angleterre de son temps). Il présente les avantages politiques de la tolérance pour la monarchie anglaise. La coexistence entre protestants d'obédiences différentes est vue comme possible à condition que l'on ne confronte pas les théologies et que l'on refuse leurs conséquences « néfastes pour la société ou pour autrui ». Ceci définit implicitement une éthique naturelle basée sur l'indifférence, qui est également la définition selon Locke du « contrat social ».
Cet essai n'est pas publié, le contexte politique de la Restauration rendant sa publication risquée pour son auteur. L'Angleterre est en effet dotée depuis Henri VIII d'une Église officielle, l'Église d'Angleterre (anglicane), seule autorisée, dont le chef est le roi. La tolérance signifie donc une limitation du pouvoir royal, qui n'est pas à l'ordre du jour en 1667.

#### Lettre sur la tolérance(1689)

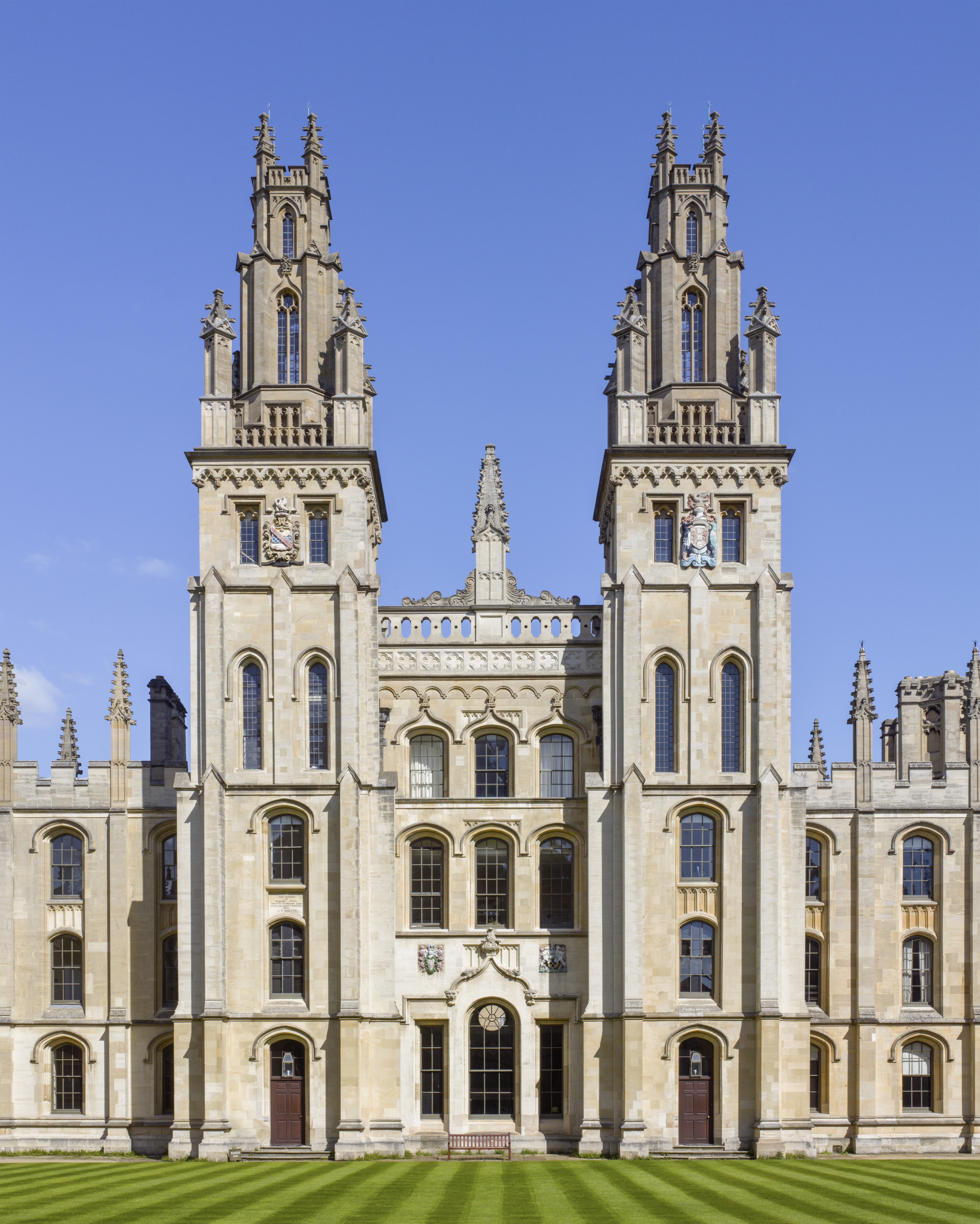
All Souls College (Oxford) où Jonas Proast, un critique de Locke fut chapelain.

Selon Locke, dans ce texte écrit au moment de la Glorieuse Révolution, « l'État est une société d'hommes instituée dans la seule vue de l'établissement, de la conservation et de l'avancement de leurs intérêts civils ». Selon lui, le magistrat civil, le gouvernant, ne s'occupe que du temporel. Le spirituel, le religieux n'appartient pas à son domaine d'action. Il avance trois arguments à l'appui de cette thèse :
- Dieu n'a donné à aucun homme la mission de veiller au salut des autres ;
- le pouvoir du gouvernement repose uniquement sur la force alors que la vraie religion est du domaine de l'esprit ;
- même en supposant que les gouvernants puissent assurer le salut, ils sont divers et les religions prescrites par eux le sont aussi, de sorte que tous les gouvernants ne peuvent procurer le salut puisqu'ils proposent des voies différentes.

Il s'ensuit que le magistrat n'a pas à s'occuper de religion ni des âmes. Pour Jean-Fabien Spitz« L'argument libéral se déploie ici de manière explicite : l'autorité politique n'a pas à réglementer la conduite des individus dans les actions qui sont incapables d'affecter les intérêts personnels d'autrui ».
Le point de vue de Locke subit des critiques. Par exemple, Jonas Proast (1640-1710) soutient que seuls deux des trois arguments de Locke sont valides. Selon lui, en effet, la force peut conduire à faire envisager aux sujets des croyances qu'ils auraient autrement ignorées. De plus, un être humain veut toujours promouvoir ce qu'il pense vrai même s'il ne peut prouver que c'est réellement la vérité.

Quoi qu'il en soit, Locke distingue fortement la société civile ou l’État dont le but « est la paix civile et la prospérité, ou encore la préservation de la société et de chacun des membres qui en font partie » et la société religieuse ou l'Église dont l'objet est de permettre aux individus « d'atteindre le bonheur après cette vie et dans l'autre monde ». Si les deux ont en commun d'être des associations volontaires, une autre différence essentielle les sépare : dans le corps politique, les êtres humains sont tenus à suivre les lois sous peine de sanctions temporelles (prisons, amendes, etc.), au contraire dans la société spirituelle qu'est l'Église, on ne peut user que de la persuasion, pas de la force ni de la violence. Dans ces conditions le magistrat civil n'a à punir les vices que s'ils menacent la paix civile. Locke écrit 

« L'avarice, la dureté envers les pauvres, l'oisiveté et plusieurs autres défauts sont des péchés, de l'aveu de tout le monde; mais qui ne s'est jamais avisé de dire que le magistrat a le droit de punir. Comme ces défauts ne portent aucun préjudice aux biens des autres, et qu'ils ne troublent point le repos public, les lois civiles ne les punissent pas dans les lieux mêmes où ils sont reconnus comme des péchés. Ces lois ne prononcent pas non plus de peines contre le mensonge, ni contre le parjure, à moins que ce ne soit en certains cas, où l'on n'a nul égard à la turpitude du crime, ni à la divinité offensée, mais à l'injustice faite au public ou aux particuliers »

Pour Locke, le problème religieux vient du fait que les hommes inversent l'ordre des clartés, et se soucient surtout de ce qui n'est pas essentiel pour leur salut : les questions de dogmes, de formes cérémonielles et peu de vertu et qu'ils vont demander au magistrat civil d'intervenir sur ces points et provoquer, si les magistrats cèdent, des conflits entre les Églises et la société civile. Il est donc important d'être ferme sur la distinction. Malgré tout, il peut survenir des cas où les prescriptions civiles interfèrent avec la conscience des gens. Dans ce cas pour Locke, il peut y avoir désobéissance et s'il conseille de suivre sa conscience, il souligne aussi qu'il faut en accepter le prix (la répression éventuelle).

### Les croyances religieuses de Locke

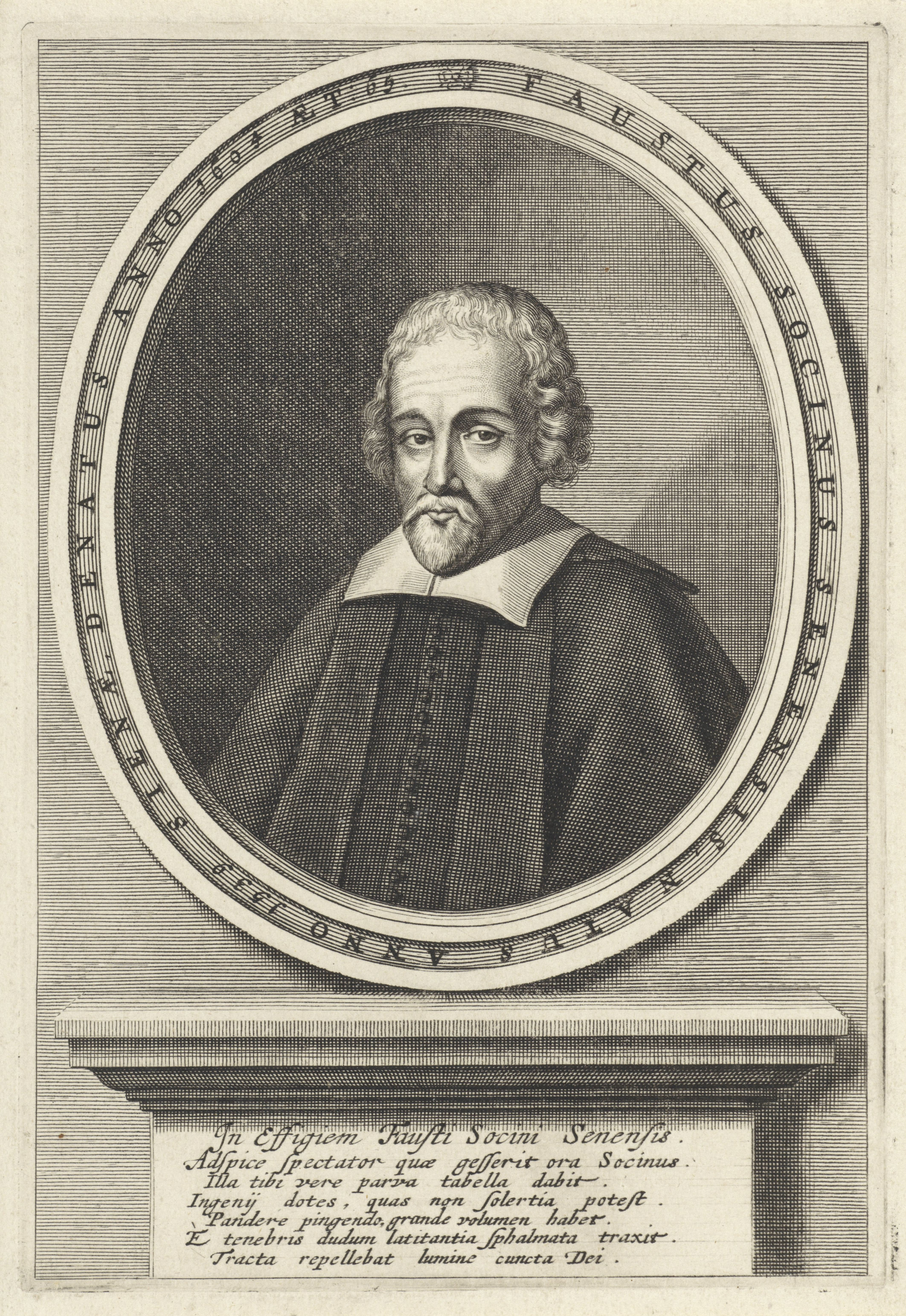
Faustus Socinus (1539-1604), un des fondateurs du socinianisme.

Les convictions politiques de Locke sont souvent perçues par les spécialistes comme liées à ses croyances religieuses,,. Si Locke dans sa jeunesse est un Calviniste qui croit en la trinité, au moment il publie ses Reflections (1695), il n'adopte pas seulement les vues du Socinianisme sur la tolérance, sa christologie est aussi socinienne. Cependant, Wainwright (1987) note que dans son ouvrage posthume Paraphrase (1707), l'interprétation du verset 1:10 de la lettre aux Éphésiens marque une différence notable d'avec celle d'un socinien tel que Biddle, ce qui peut indiquer qu'à la fin de ses jours, Locke est revenu vers une croyance proche de l'arianisme acceptant la préexistence du Christ. Pour l'historien John Marshall, à la fin de sa vie, la perception du Christ par Locke se situait « quelque part entre le Socinisme et l'Arianisme ». Si Locke à cette époque n'avait pas de certitude sur la question du péché originel ce qui a contribué aussi à le faire considérer comme un socinien, un arien, voire un déiste malgré tout il ne dénie pas la réalité du mal : l'être humain est capable de déclencher des guerres injustes ou de commettre des crimes. Les criminels doivent être punis même au moyen de la peine de mort. Concernant la Bible, Locke est très conservateur. Il accepte la doctrine de l'inspiration divine des Écritures et les miracles sont la preuve de la nature divine du message biblique. Locke est convaincu que le contenu entier de la Bible est cohérent avec la raison humaine (The reasonableness of Christianity, 1695),. Bien que Locke soit un avocat de la tolérance, il pousse les autorités civiles à ne pas tolérer l'athéisme, parce qu'il pense que le déni de l'existence de Dieu mine l'ordre social et conduit au chaos. Cette position exclut toute tentative de déduire l'éthique et la loi naturelle de précises purement séculières. Pour Locke, l'argument cosmologique est vrai et prouve l'existence de Dieu. Pour Waltron la pensée politique de Locke est basée sur « un ensemble particulier d'hypothèses propres au christianisme protestant (a particular set of Protestant Christian assumptions) »,.
La façon dont Locke conçoit l'homme trouve sa source dans la création. Nous avons été « envoyé dans le monde sur ordre de Dieu et pour ses affaires, nous sommes sa propriété, son œuvre faites pour durer, pas pour notre propre plaisir (sent into the World by [God's] order, and about his business, [we] are his Property, whose Workmanship [we] are, made to last during his, not one anothers Pleasure) ». Comme chez les deux autres philosophes importants de la tradition de la loi naturelle Hugo Grotius et Samuel Pufendorf, pour Locke loi naturelle et révélation divine sont deux concepts proches car tous deux prennent leur source en Dieu et partant ne peuvent pas se contredire,. Locke en tant que philosophe est extrêmement marqué par la doctrine chrétienne. Dans son livre Reasonableness (1695), il insiste sur le fait que les hommes ont peu de chances de comprendre les exigences précises de la loi de la nature sans l'assistance des enseignements et de l'exemple de Jésus. Les concepts fondamentaux de la théorie politique de Locke découlent des textes bibliques, en particulier du Genèse 1 and 2, des Décalogue, du (Livre de l'Exode 20), de la règle d'or Matthieu (7,12), des enseignements de Jésus et de sa doctrine de la charité, de Matthieu 19:19 et des Épîtres de Paul. Le Décalogue en particulier met la vie d'une personne, sa dignité et son honneur sous la protection de Dieu. De même l'idée de liberté est-elle valorisée dans le Livre de l'Exode (libération des Juifs d’Égypte). Quand Locke tire les aspects fondamentaux de son éthique (liberté, égalité, consentement des gouvernés) des textes bibliques, il le fait en philosophe pas en théologien. La Déclaration d'Indépendance des États-Unis suit la pensée de Locke, lorsqu'elle fonde les droits de l'homme partiellement sur la façon biblique de concevoir la création. Elle fait de même lorsqu'elle fonde le gouvernement sur le consentement des gouvernés.

## Influence de Locke
Hans Aarsleff considère Locke comme « le philosophe le plus important des temps modernes ». Selon lui, l'expression Dieu « commande ce que la raison fait » que l'on trouve au livre IV des travaux de John Locke, résume bien à la fois la teneur et l'unité de la pensée de ce philosophe.

### Le père de l'empirisme anglais
Son livre Essai sur l'entendement humain est considéré comme marquant le début de ce qu'on nomme l'empirisme anglais, qui a longtemps été le principal mode de philosopher des anglophones de Berkeley à Hume, de John Stuart Mill à Bertrand Russel et Alfred Jules Ayer. Pour Aarsleff, la pensée philosophique de Locke et de l'empirisme anglais :
| « is marked by a tendency to stay close to the common sense shared by ordinary people, to avoid raising paradox into profound truth, to accept without much fuss the fact of an external world that our senses tell us something about, and to grant reason the role of supreme arbiter. Is chief interest is epistemology, and for that reason it has generally been responsive to new events in science. Empiricism is also a mode of philosophy that thrives communication and discussion, does not expect that truth will come in a flash (if it ever comes), and has a low estimate of the claims of isolated genius and of speculative brooding on deep matters. » | « est marquée par une tendance à demeurer proche du sens commun partagé par les gens ordinaires, à éviter d'élever le paradoxe en vérité profonde, à accepter sans beaucoup de peine l'idée que nos sens nous disent quelque chose du monde extérieur, et à accorder à la raison le rôle d'arbitre suprême. Son principal centre d'intérêt est l'épistémologie, raison pour laquelle il réagit positivement aux nouveautés scientifiques. L'empirisme est aussi un mode de philosophie en empathie avec la communication et la discussion, qui n'attend pas que la vérité surgisse dans un éclair (si jamais elle surgit), et qui, pour les sujets sérieux affiche une faible estime pour les revendications de génie isolé et les ruminations spéculatives » |  |

L'empirisme de Locke tend à le faire passer comme un contradicteur de René Descartes même si sa pensée présente certains aspects cartésiens. L'empirisme de Locke lui a valu l'opposition d'une partie de l'Église anglicane - notamment de Stillingfleet - qui y voyait une menace pour les mystères de la foi - notamment celui de la Sainte Trinité. Dans le domaine de la science naturelle, l'empirisme de Locke conduit à un refus des vérités absolues. Locke en effet pointe à la fois les limites de nos connaissances, de l'entendement humain et d'autres arts, et soutient que puisque nous ne pouvons pas connaître l'essence réelles des substances, la science naturelle ne peut être ni de même nature ni aussi assurée que la géométrie.

### Influence sur les Lumières en France

#### Traduction et diffusion
Les premiers traducteurs des œuvres de Locke en langue française sont Jean Le Clerc, Pierre Coste et David Mazel. Tous trois ont étudié la théologie à l'Académie de Genève, sont de confession protestante et forment un « cercle d'amis » selon la spécialiste Delphine Soulard. Pierre Coste a même été le collaborateur de Locke. Le travail de ces trois théologiens a permis la diffusion de la pensée philosophique et politique de Locke en France, qui a exercé une grande influence sur les Lumières.

#### La lecture de l'Essaipar Voltaire

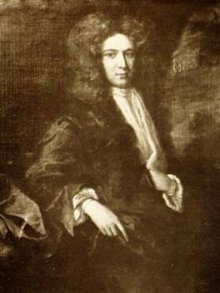
Anthony Collins Disciple et ami de Locke.

Locke dans l'Essai sur l'entendement humain soutient que rien ne nous permet d'affirmer que la matière ne peut pas penser. Cette affirmation est à mettre en lien avec ce qui doit être pour lui la modestie de la philosophie, un point sur lequel insistera Voltaire dans la treizième de ses Lettres philosophiques, consacrée à Locke. Mais Voltaire tend à rapprocher la philosophie de Locke de celle de Spinoza et de Hobbes ainsi que de penseurs déistes comme John Toland et Anthony Collins. De sorte que pour Aarlsleff, « ce qui pour Locke n'était qu'une innocente remarque devient le sujet de débats pointus entre croyants et non croyants, entre ceux pour qui Locke est un sceptique et ceux pour qui il est la voix de la liberté et de l'autonomie du séculier ». Les journaux de l'époque vont donner de l'ampleur à ces débats de sorte que pour Aarsleff, il sera consacré à Locke autant d'articles qu'à Nietzsche et à Derrida à la fin du 20e siècle. Ces discussions tendent à faire passer Locke pour un sceptique radical ce qui lui vaudra tant d'opposition au XIXe siècle.
Le fameux problème de Molyneux, que Voltaire évoque dans ses Éléments de la philosophie de Newton pose la question de la capacité d'un aveugle de naissance qui aurait soudainement recouvré la vue à distinguer par le regard deux objets qu'il identifiait auparavant par le toucher. La question sera reprise par La Mettrie, Buffon et Condillac. En Angleterre le problème de Molyneux permettra à Berkeley dans son livre Essay toward a New Theory of Vision (1709) et dans son Treatise on the Principles of Human Kownledge d'inaugurer la tradition post-lockienne de l'empirisme britannique.

#### Influence sur la philosophie du langage des encyclopédistes

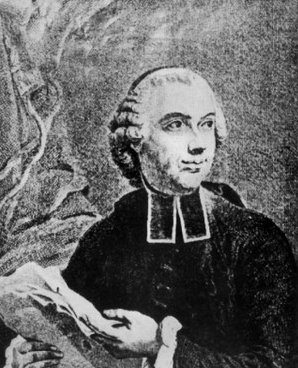
Etienne Bonnot de Condillac un disciple français de Locke.

Locke marque profondément la philosophie du langage qui se développe au XVIIIe siècle. Pour lui, le langage est d'origine humaine, pas divine ni adamique. Les mots n'ont pas été inventés par des philosophes ou des logiciens, mais par des gens ignorants et illettrés, qui nommaient les choses en fonction de leur besoin et de leur convenance. À sa suite, Condillac, considérera qu'une bonne langue ne peut être qu'un perfectionnement d'une langue ordinaire et locale, jamais un langage parfait, universel et philosophique. Une idée qui sera reprise par Diderot en 1755 dans son article Encyclopédie. Quoi qu'il en soit, cette approche du langage conduit Locke à faire de l'étymologie une branche de l'histoire de la pensée car « les mots ultimement se présentent comme le signifiant des idées sensibles (Words ultimately derived from such as signify sensible ideas », une des phrases les plus citées de Locke au XVIIIe siècle. En 1756, Turgot reprend cette idée dans l'article Étymologie de l'Encyclopédie quand il qualifie ce champ du savoir de branche intéressante de la métaphysique expérimentale. Dans ce même article, Turgot parle de la torche de l'étymologie qui permet d'éviter des milliers d'erreurs. Cette image de la torche sera extrêmement populaire à la fin du XVIIIe siècle. Pour Aarsleff, avec la métaphore de la torche de l'étymologie c'est un peu comme si on entrait dans la caverne de Platon avec sa propre lumière.
Étienne Bonnot de Condillac qui admire Locke, le considère comme le plus grand des philosophes modernes. Toutefois, il pense que l'idéal de Locke d'un discours sans mot est une chimère, le langage ne pouvant naître selon lui qu'en société. Dans son livre de 1746, intitulé Essai sur l'origine des connaissances humaines, il souligne que le langage est nécessaire pour commencer à comprendre le monde. Pour Condillac, les langues sont d'abord poétiques car l'imagination joue un rôle important dans leur élaboration. Le monde de la prose, au contraire, est celui de l'analyse qui limite l'imagination. L'importance donnée à l'imagination conduit Diderot à mettre l'accent dans son article Encyclopédie sur le génie et annonce de ce point de vue le romantisme.

### Influence des traités politiques
Selon Simone Goyard-Fabre ce qui marque les écrits politiques de Locke c'est leur anti-absolutisme, qui font de lui un « redoutable anti-Bossuet ». Au XVIIIe siècle, ses écrits politiques vont connaître une forte audience et ses Deux Traités seront selon l'expression de L. Stephen cité par Goyard-Fabre « la bible politique du siècle nouveau ». En 1704, l'année de sa mort Pierre Coste publie un Éloge de M. Locke. Il est vu au XVIIIe siècle en France comme le fondateur de la théorie du pacte social et comme celui qui a « miné » la théorie du droit divin des rois. En partie grâce à Montesquieu le libéralisme de Locke fut assimilé au constitutionnalisme. En fait les deux hommes Locke et Montesquieu auront leur consécration lors de la Déclaration de l'Indépendance des États-Unis. Pour Goyard-Fabre, si les rédacteurs de la Déclaration des Droits votée en 1776 invoquent Aristote et Cicéron, c'est « aux Discours de Sidney, au Second Traité de Locke, à l'Esprit des lois de Montesquieu » qu'ils empruntent « leur inspiration libérale et leur souffle constitutionnel ».
Au XIXe siècle, Locke est moins cité même si pour Goyard-Fabre, « le libéralisme issu de Locke est, sous la reine Victoria, en train de devenir non pas la doctrine d'un parti, mais la philosophie d'une nation, et, par-delà le signe d'une époque de l'histoire de l'Occident ». Au début du XIXe siècle, le libéralisme de Locke s'est heurté à ceux qui veulent limiter l'individualisme au nom d'une autorité supérieure telle que l'Église chez Joseph de Maistre, l'État chez Hegel la science positive chez Auguste Comte. À partir du Printemps des peuples, sa pensée doit faire face au socialisme. À la fin du 20e siècle, le libéralisme de Locke, qui préconise selon Goyard-Fabre un État « modéré » et qui croit « que le peuple, par sa participation politique, peut élaborer lui-même les conditions de la liberté », se heurte à ceux qui ont une vision absolue de la liberté, qui veulent que tout soit permis.

### Une éclipse auXIXesiècleet retour en grâce auXXesiècle

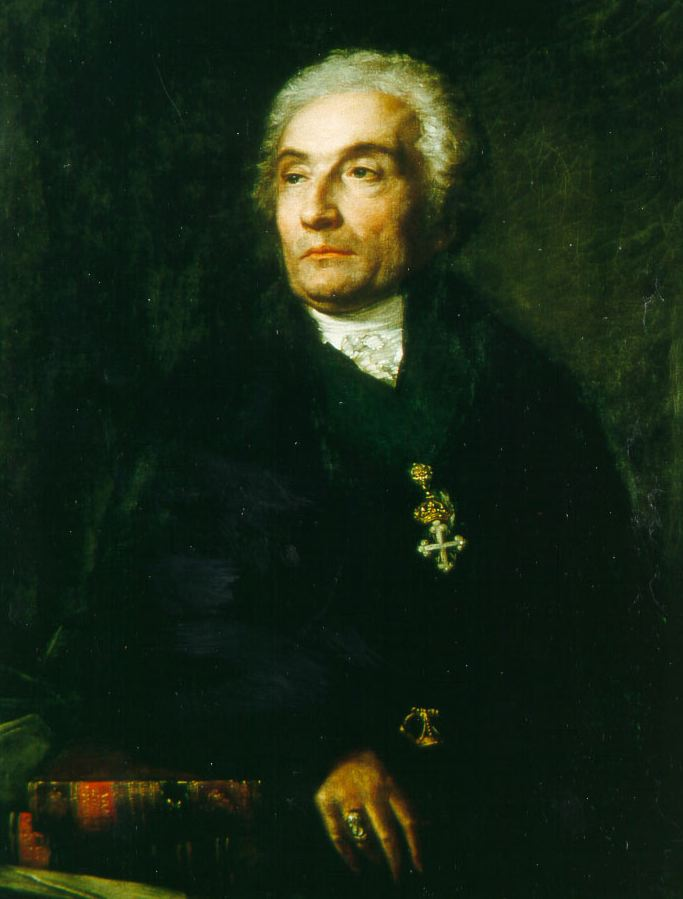
Joseph de Maistre, un opposant à Locke.

Au début du XIXe siècle, la pensée de Locke est largement comprise comme étant celle des encyclopédistes et des philosophes des lumières. À ce titre, elle est tenue comme responsable de la Révolution française. Coleridge soutient que les Essais ont conduit à la fois à la destruction de la métaphysique et à faire croire à des personnes sans culture que le bon sens les dispensait d'étudier. Pour Thomas Carlyle, Locke aurait conduit à bannir la religion du monde. Pour Joseph de Maistre Locke est le mauvais génie de la théophobie du XVIIIe siècle, péché dont la Révolution française a été la punition divine. Au XIXe siècle, Locke est vu comme un sensualiste, un athée, un matérialiste et un utilitariste et dans les années 1830-1840, sa pensée est singulièrement mal vue à l'université de Cambridge. En France, à la même époque, Victor Cousin publie une Philosophie de Locke qui est largement lue et considérée comme sérieuse. Pourtant les spécialistes ne tiennent pas le livre en haute estime, certains tel Thomas Webb, auteur en 1857 du livre The Intellectualism of Locke commue « non seulement une insulte à la mémoire de Locke mais aussi à la Philosophie et au sens Commun ». En réalité, Cousin conteste la notion d'idées fruit du travail de l'homme de Locke, il lui préfère la notion d'idées innées de Descartes qu'il juge plus compatible avec la religion et les valeurs traditionnelles.
Locke ne revient en grâce qu'à la fin du XIXe siècle avec les pragmatistes américains. En 1890, Charles Sanders Peirce écrit : « le grand travail de Locke dit en substance cela : les hommes doivent penser par eux-mêmes, et une pensée saine est un acte de perception. Nous ne pouvons manquer de reconnaître un élément supérieur de vérité dans la pensée pratique de Locke, qui globalement le place presque au-dessus du niveau de Descartes ». On trouve la même appréciation positive chez William James. Malgré tout, une première édition critique de l'Essai sur l'entendement humain publiée en 1894, se vend mal. Ce n'est qu'à partir des années 1950 que l’œuvre de Locke est sérieusement étudiée. À cette époque, les travaux de Peter Laslett montrent que les deux traités n'ont pas été écrits après 1688, tandis que John Dunn soutient que l'œuvre de Locke a été moins influente en Angleterre et en Amérique qu'on ne l'a cru initialement. Une thèse qui a eu le mérite de pousser les chercheurs à mieux analyser l'influence de Locke sur la XVIIIe siècle. John Yolton dans son livre de 1956 John Locke and the Way of Ideas a étudié la réception de l’œuvre et son contexte intellectuel. Cet effort de recherche a conduit à une nouvelle édition des œuvres de Locke par la maison d’édition Clarendonvaux de Locke. En 1991, le philosophe Michael Ayer a publié un livre en deux volumes intitulé Locke.

## Œuvres

### Œuvres publiées de son vivant
- Essai sur la tolérance, 1667
- Anatomica, 1668
- De arte medica, 1669
- Participation à la rédaction d'une constitution pour la colonie de Caroline du Nord, jamais appliquée, 1670
- Lettre sur la tolérance, 1689
- Essai sur l'entendement humain, 1689
- Traité du gouvernement civil (en deux parties), 1690
- Considérations sur les conséquences de la diminution de l’intérêt et de l’augmentation de la valeur de l’argent (1691)
- Pensées sur l’éducation, 1693
- Le Christianisme raisonnable.

### Œuvres publiées à titre posthume
- First Tract of Government (or the English Tract)
- (c.1662) Second Tract of Government (or the Latin Tract)
- (1664) Questions Concerning the Law of Nature (Edition bilingue Latin-Anglais in Robert Horwitz et al., eds., John Locke, Questions Concerning the Law of Nature, Ithaca: Cornell University Press, 1990).
- An Examination of P.Malebranche's Opinion of Seeing All Things in God (1693)
- Of the Conduct of the Understanding 1697
- Discourse of Miracles (1702)
- (1707) A paraphrase and notes on the Epistles of St. Paul to the Galatians, 1 and 2 Corinthians, Romans, Ephesians
- (1722) Histoire de la navigation: son commencement, son progrès & ses découvertes ..., tome premier[174], tome second.

## Hommages
- (7010) Locke, astéroïde nommé en son honneur.
- John Locke, l'un des personnages principaux de la série Lost : Les Disparus, nommé en l'honneur du philosophe.

### Culture populaire
Le nom du personnage John Locke de la série télévisée Lost : les disparus, est une référence directe au philosophe.

#### Textes en ligne
- (en) Sur WikiSource
- Le Second Traité du gouvernement civil sur « Les Classiques des Sciences Sociales »
- « Audiolivre : Le Second Traité du gouvernement civil »(Archive.org • Wikiwix • Archive.is • Google • Que faire ?)
- Le Christianisme raisonnable
- The Clarendon Edition of the Works of John Locke
- Of the Conduct of the Understanding
- Locke's works from Online Library of Liberty
- Œuvres de John Locke sur le projet Gutenberg
- Travaux par ou sur John Locke sur Internet Archive
- Travaux par John Locke sur LibriVox (livres audio du domaine public)
- Work by John Locke at Online Books
- The Works of John Locke
  - 1823 Edition, 10 volumes on PDF files, and additional resources
  - 1824 Edition, 9 volumes in multiple formats
- John Locke Manuscripts
- Updated versions of Essay Concerning Human Understanding, Second Treatise of Government, Letter on Toleration and Conduct of the Understanding, edited by Jonathan Bennett
- The Online Library of Liberty Two Treatises of Government, ed. Thomas Hollis (A. Millar et al., 1764)

#### Bases de données et dictionnaires
- Ressources relatives aux beaux-arts :   - British Museum
  - National Portrait Gallery
  - Nationalmuseum
  - Union List of Artist Names
- Ressources relatives à la recherche :   - Internet Encyclopedia of Philosophy
  - Isidore
  - Stanford Encyclopedia of Philosophy
- Ressource relative à la vie publique :   - Documents diplomatiques suisses 1848-1975
- Ressource relative à la santé :   - Bibliothèque interuniversitaire de santé
- Ressource relative à plusieurs domaines :   - Radio France
- Ressource relative à la bande dessinée :   - Comic Vine
- Notices dans des dictionnaires ou encyclopédies généralistes :   - Britannica
  - Brockhaus
  - Den Store Danske Encyklopædi
  - Deutsche Biographie
  - Dizionario di Storia
  - Enciclopedia De Agostini
  - Gran Enciclopèdia Catalana
  - Hrvatska Enciklopedija
  - Internetowa encyklopedia PWN
  - Nationalencyklopedin
  - Oxford Dictionary of National Biography
  - Store norske leksikon
  - Treccani
  - Universalis
  - Visuotinė lietuvių enciklopedija
- Notices d'autorité :   - VIAF
  - ISNI
  - BnF (données)
  - IdRef
  - LCCN
  - GND
  - Italie
  - Japon
  - CiNii
  - Espagne
  - Pays-Bas
  - Pologne
  - Israël
  - NUKAT
  - Catalogne
  - Suède
  - Vatican
  - Australie